# Biserica de lemn din Șopteriu

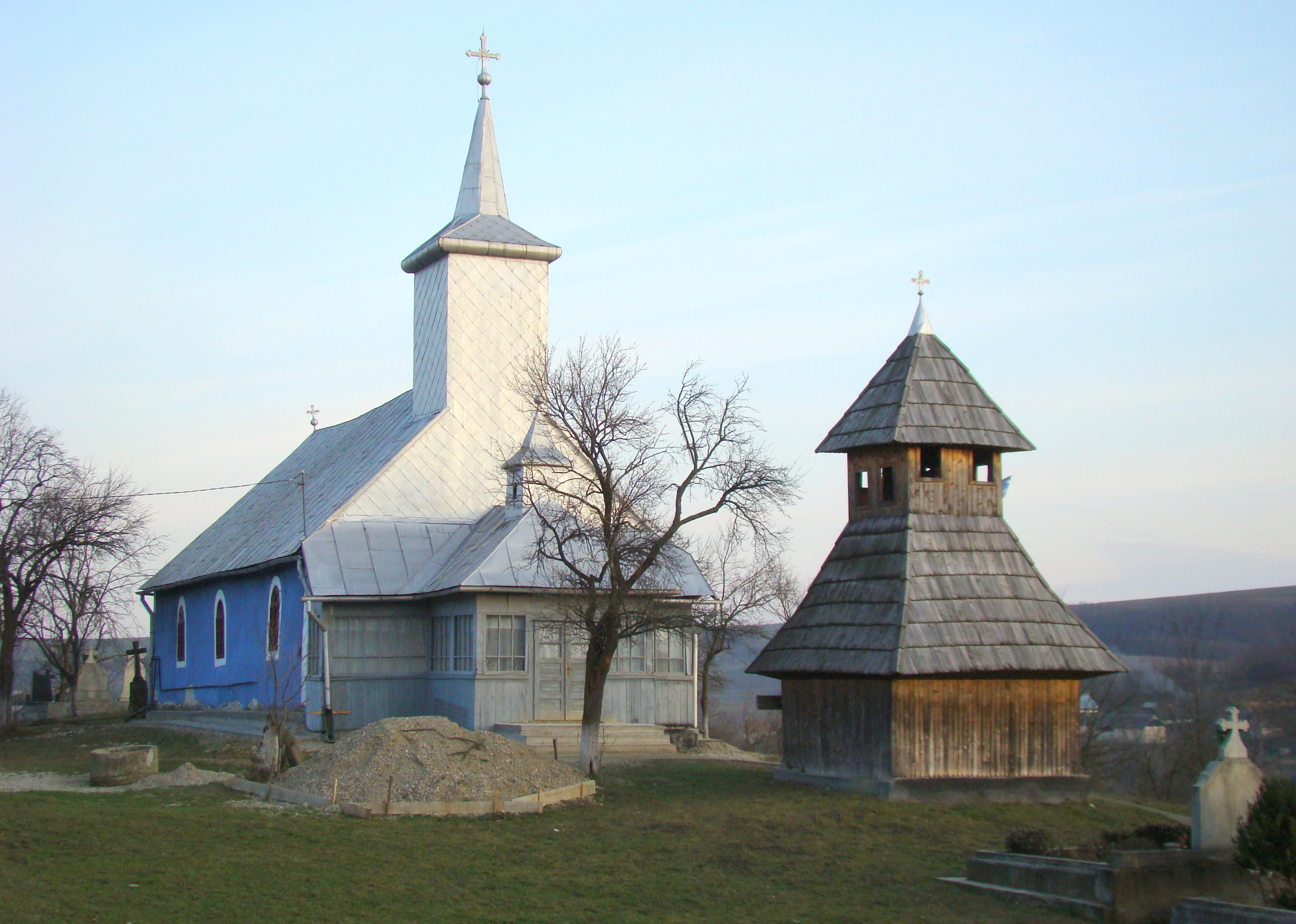
Biserica de lemn „Adormirea Maicii Domnului” din Șopteriu, comuna Urmeniș, județul Bistrița-Năsăud, foto: decembrie 2009.

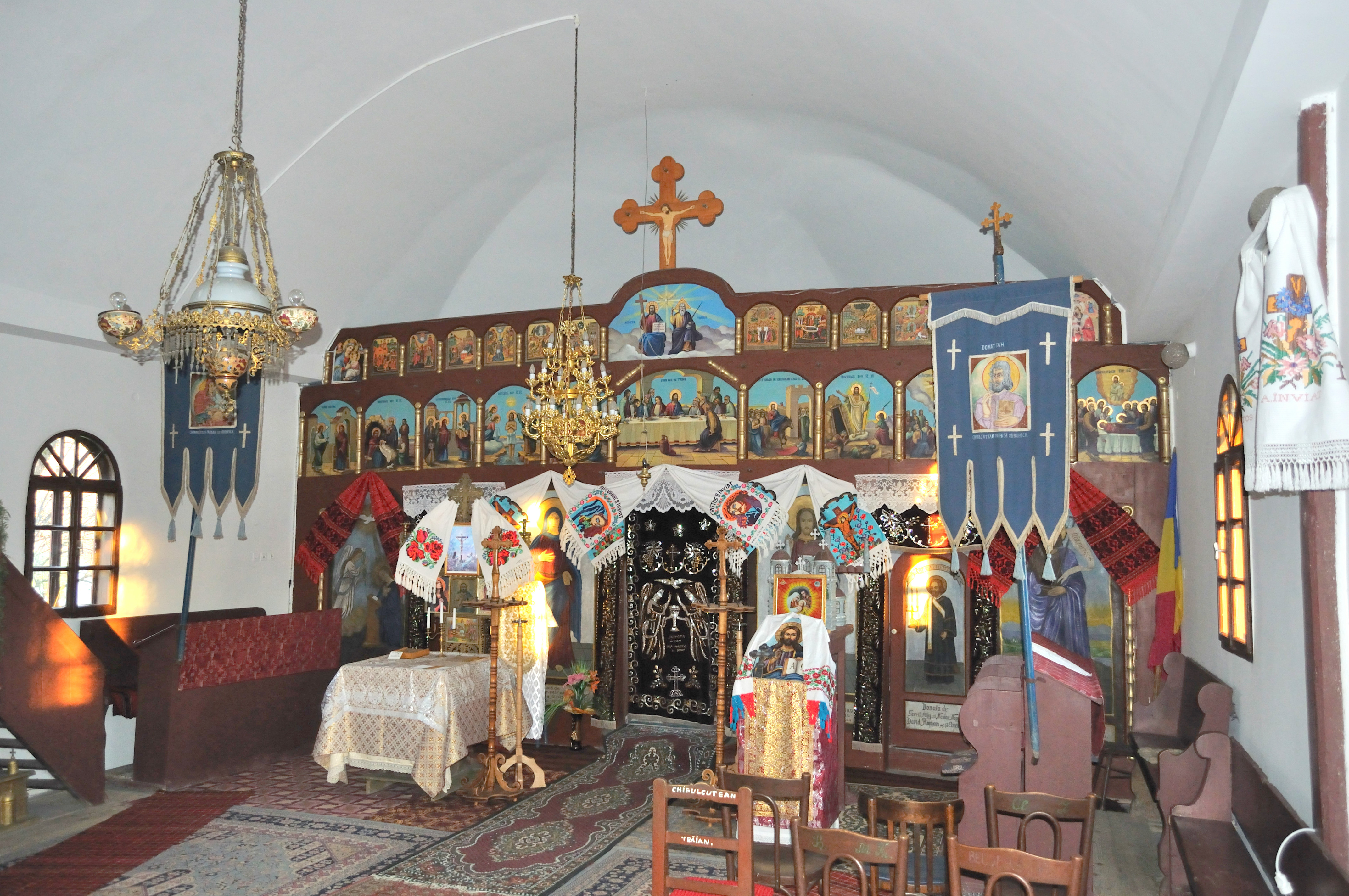
Interiorul navei

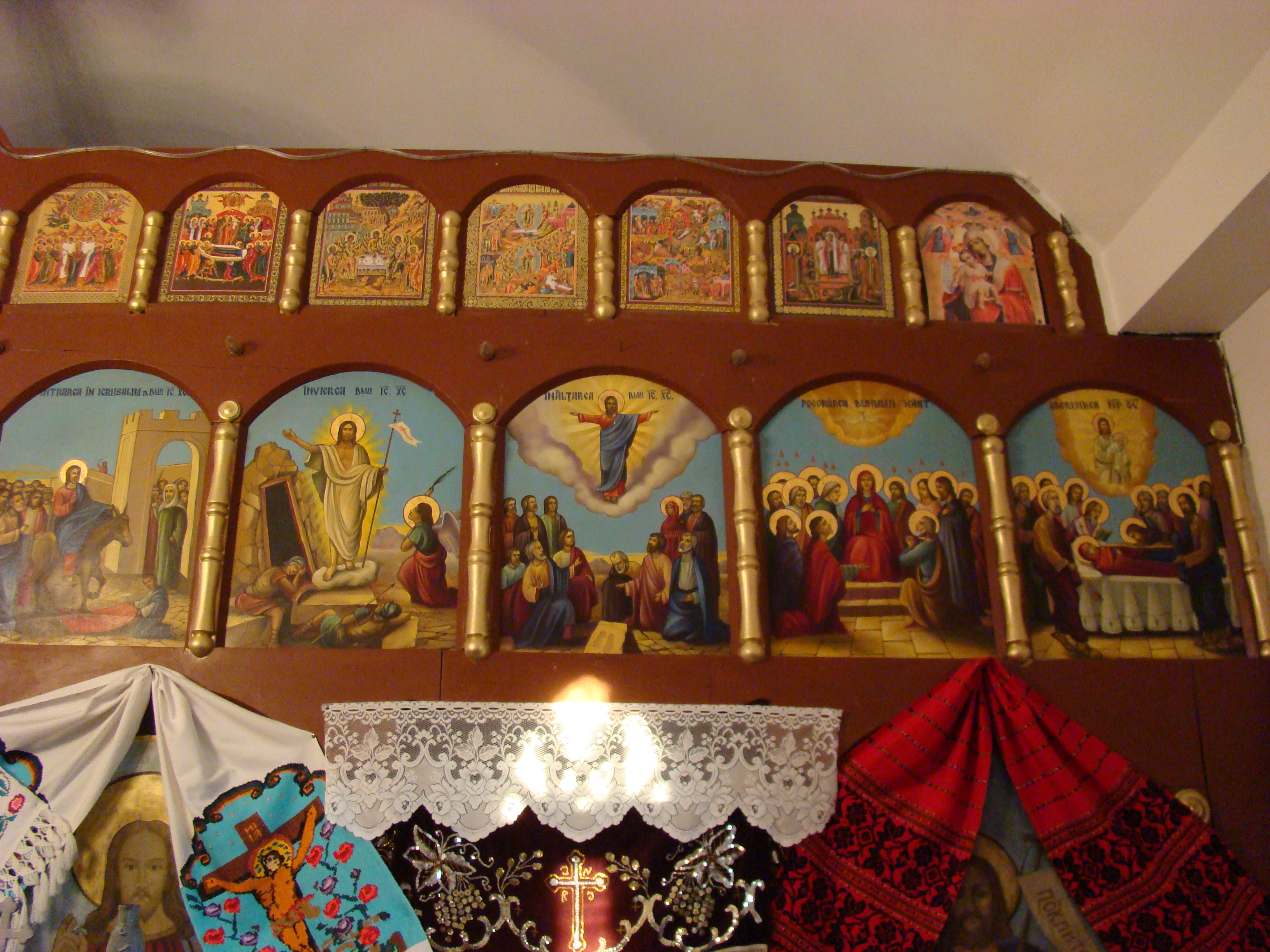
Catapeteasma (detaliu)

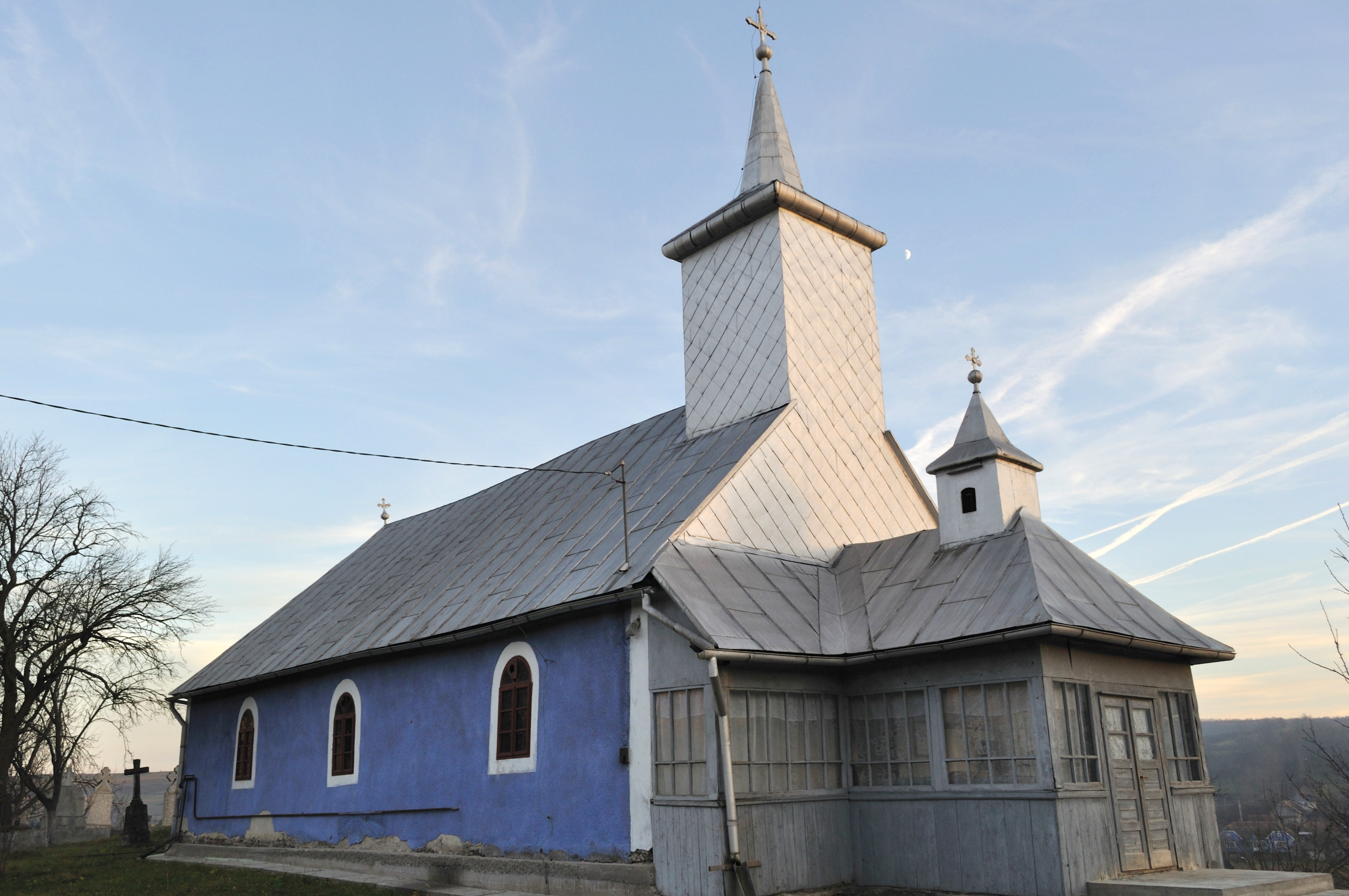
Biserica de lemn „Adormirea Maicii Domnului” din Șopteriu, comuna Urmeniș, județul Bistrița-Năsăud, foto: noiembrie 2010.

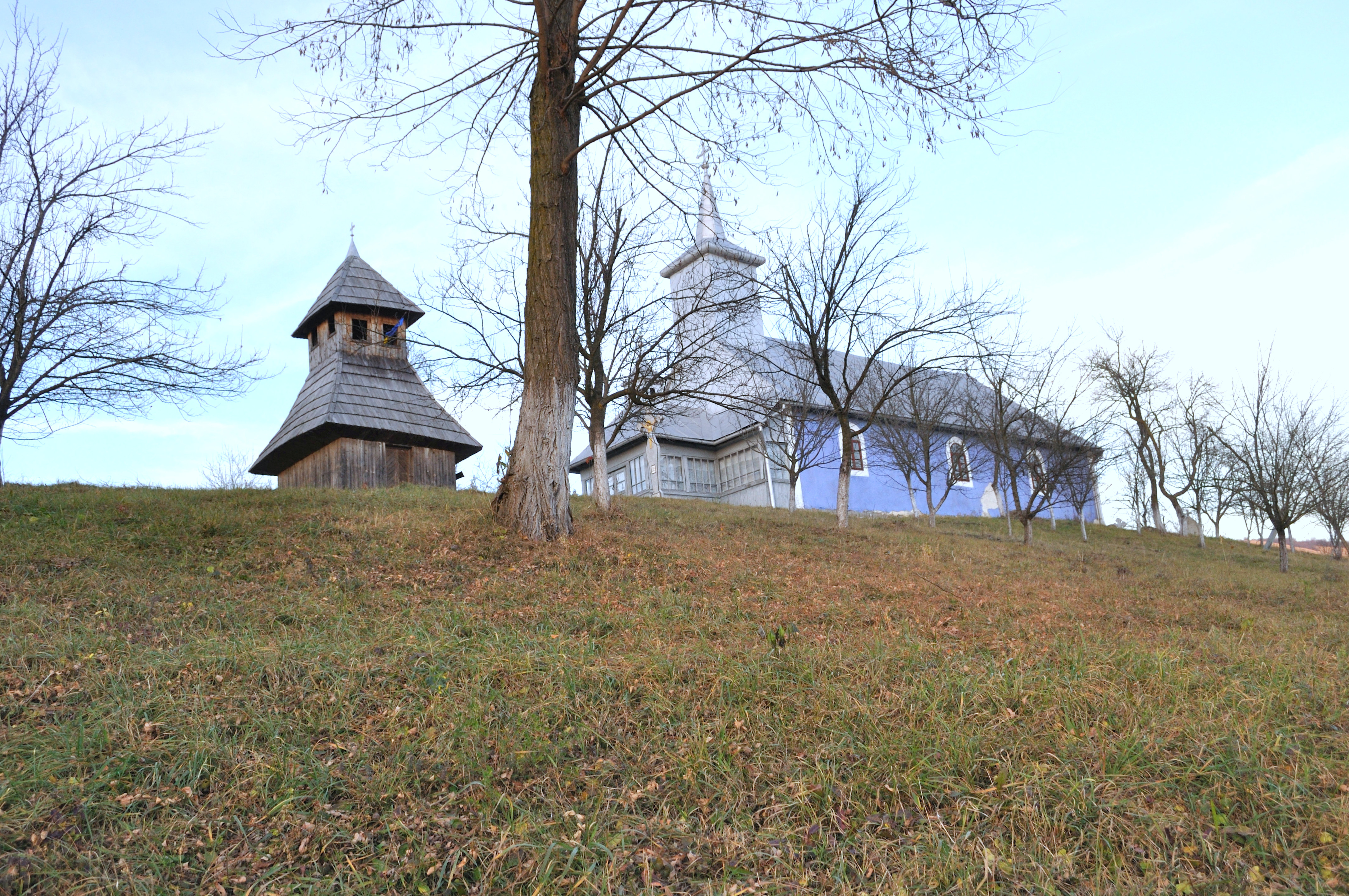
Biserica și clopotnița în vârf de deal

Biserica de lemn din Șopteriu, comuna Urmeniș, județul Bistrița-Năsăud datează din secolul al XVIII-lea (cca 1798). Lăcașul are hramul „Adormirea Maicii Domnului” și nu figurează pe noua listă a monumentelor istorice.

## Istoric și trăsături
Localitatea Șopteriu este situată în Câmpia Transilvaniei, într-un teritoriu ce abundă în denivelări, la o altitudine de peste 400 de metri. Actualmente, localitatea aparține comunei Urmeniș, care se află în partea sudică a județului Bistrița-Năsăud.
Cel mai vechi document în care se pomenește despre această localitate și se folosește denumirea „Septer”, datează din 12 mai 1321, scris în limba latină și semnat de Carol Robert, regele Ungariei, la Timișoara. Din acest document și din cele următoare din 11 septembrie 1321, 10 aprilie 1329 și 5 septembrie 1412, aflăm că această localitate a aparținut voievodului Transilvaniei, Ladislau, apoi regelui Ungariei, pe urmă devine domeniu feudal al diferiților nobili maghiari, care îi transformă pe români în iobagi și jeleri.
Despre biserica din Șopteriu nu deținem prea multe date, viața spirituală de pe aceste meleaguri fiind strâns legată de existența unei mănăstiri de călugări în hotarul localității. Documentul cel mai vechi în care se pomenește despre preoții din Șopteriu, este cel din 1687 în care sunt amintiți că au plătit impozit și preoții Ioan Făgăraș și Toader Borza câte 20 florini.
Informații despre mănăstirea din Șopteriu avem din anii 1765 -1772, într-o lucrare a lui Augustin Bunea: „Mănăstirea din Șopteriu, în anul 1765, nu avea călugări dar susținea un preot, Popa Mitrea. Sătenii neuniți îi luaseră 30 de stupi și casă”. Într-o statistică din 1760 -1762, aflăm că în Șopteriu erau doi preoți uniți și unul neunit (ortodox), probabil cel de la mănastire și că 90 de familii aveau biserică neunită (ortodoxă). Dintr-un document din 1839 aflăm că în Șopteriu era o biserică greco-catolică. Existau și credincioși reformați, dar ei nu aveau biserică și aparțineau de Uilac (Delureni).
În această localitate s-a născut Alexandru Dobra, episcopul Lugojului. Venitul anual al bisericii era de 472 de coroane și 30 de fileri. Actuala biserică din Șopteriu a fost construită din lemn, în anul 1889, iar casa parohială, tot din lemn în 1890, din materialul mănăstirii ce s-a demolat.	
	La recensământul din 1930, populația se împărțea astfel: greco-catolici 1020 de suflete, reformati 103 suflete, ortodocși 35 de suflete și alte culte. Unele obiecte de la biserică sunt vechi și probabil că au aparținut mănăstirii. La biserică s-au păstrat și registrele de stare civilă a populației până în anul 1895, acum fiind predate Consiliului Local și Arhivelor Statului. Până în anul 1948 biserica a aparținut cultului greco-catolic, iar de atunci este în posesia cultului ortodox. Arhiva Bisericii este foarte săracă și cuprinde puține documente. Biserica a posedat o serie de cărți vechi de cult scrise cu litere chirilice, dintre care amintim:
-	Evanghelia, tipărită la București, în anul 1722, în timpul lui Nicolae Mavrocordat;
-	Penticostarion, tipărit la Blaj, în anul 1768, în timpul Împărătesei Maria Tereza; 
Aceste cărți au fost predate de către preotul Vasile Macarie la Muzeul Județean Bistrița (prin intermediul Protopopiatului Bistrița). La biserica din Șopteriu din jurul anului 1900 și până în prezent au slujit următorii preoți: Victor Turcu, Ioan Racovițan, Emil Stanislau, Iacob Boca, Grigore Zăgrean (greco-catolici) și Gheorghe Bender, Ioan Turnagiu, Vasile Buceag, Vasile Macarie și Vasile Mureșan (ortodocși); din anul 2004 la Parohia Ortodoxă Șopteriu slujește pr. Leon Oltean.
După preluarea bisericii de către ortodocși s-au făcut multe lucrări de reparații: consolidarea fundației, introducerea curentului electric și a gazului metan, acoperirea cu tablă a bisericii, renovarea clopotniței, construirea pe locul fostei mănăstiri a unui altar de vară, unde se slujește Sfânta Liturghie în fiecare an cu ocazia hramului bisericii, dar și al vechii Mănăstiri „Adormirea Maicii Domnului”.
În prezent biserica necesită reparații capitale în ceea ce privește renovarea exterioară și pictarea interiorului, întrucât nu există posibilitatea financiară de a construi alta nouă, populația fiind îmbătrânită și prea săracă. Biserica a fost resfințită în anul 2002 de către P.S. Vasile Someșanul cu ocazia renovării iconostasului din biserică.
În cursul anului 2010, Pr. paroh Leon Oltean cu sprijinul enoriașilor și a Primăriei Urmeniș, a efectuat numeroase restaurări în ceea ce privește atât interiorul bisericii cât și al reconsolidării fundației acesteia constând în: reconstruirea boltei bisericii cu plăci de rigips, repararea și finisarea pereților interiori ai bisericii, turnarea unei fundații de beton pentru a consolida structura de rezistență a lăcașului de cult.

## Imagini din exterior

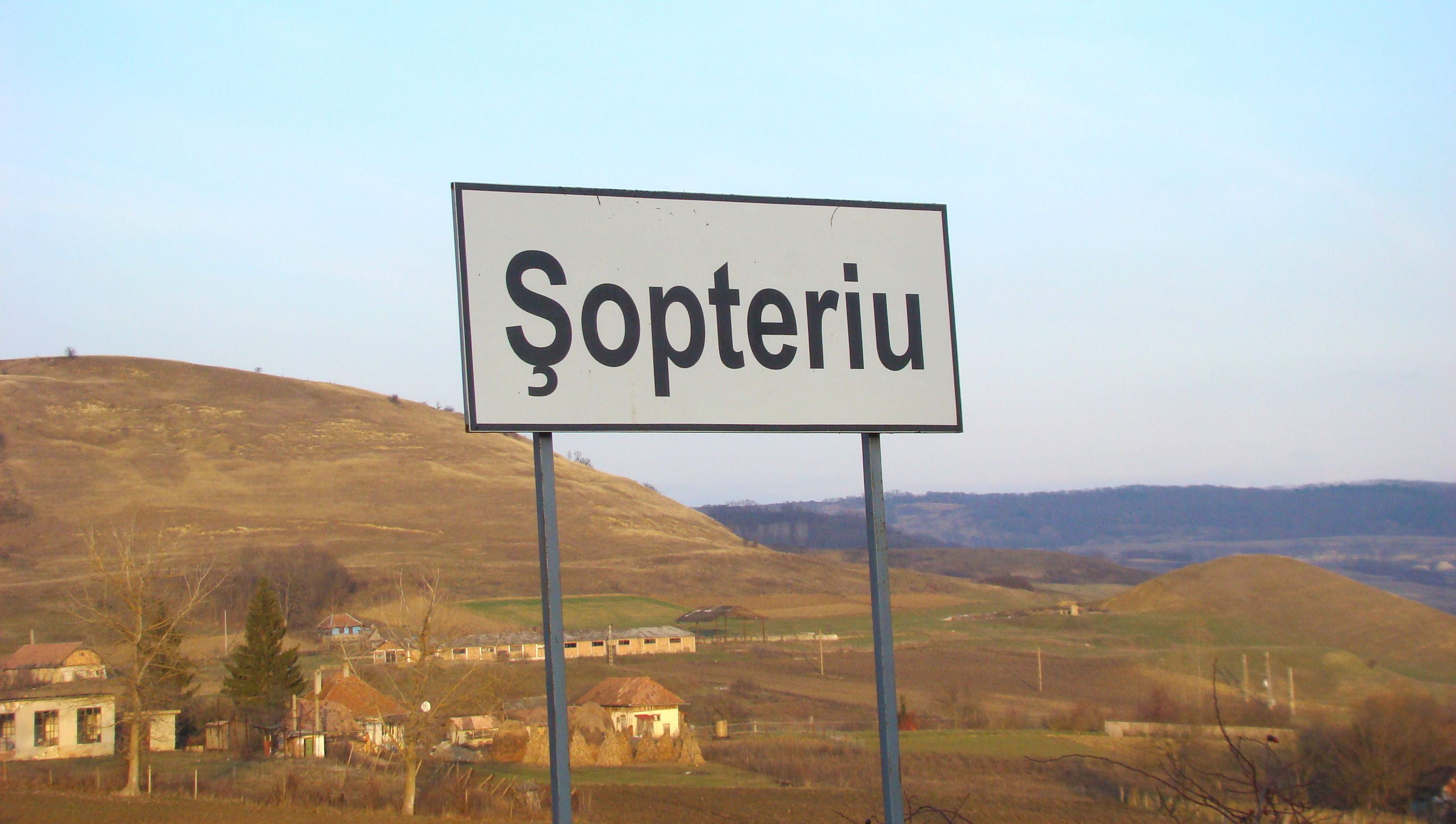
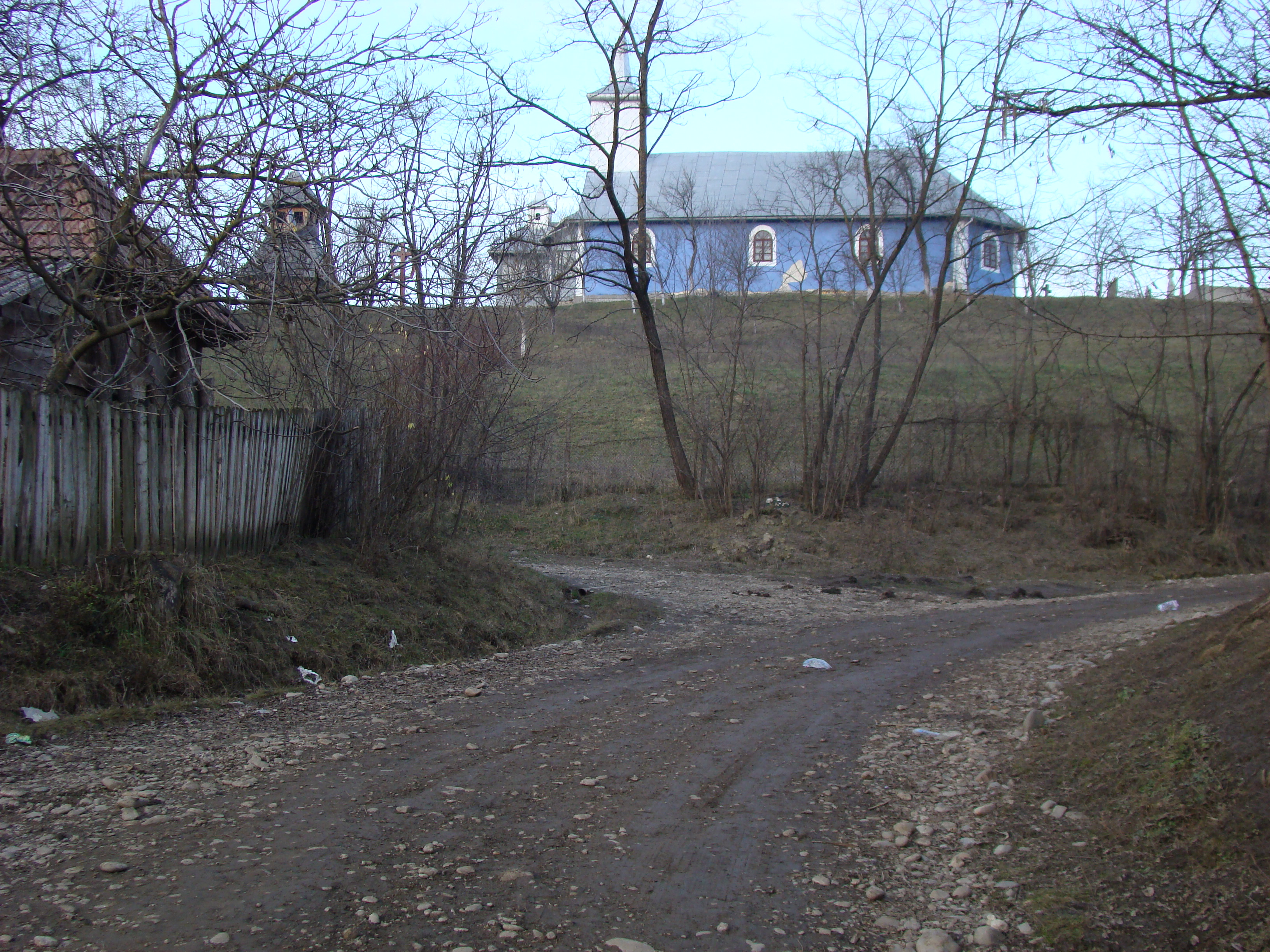
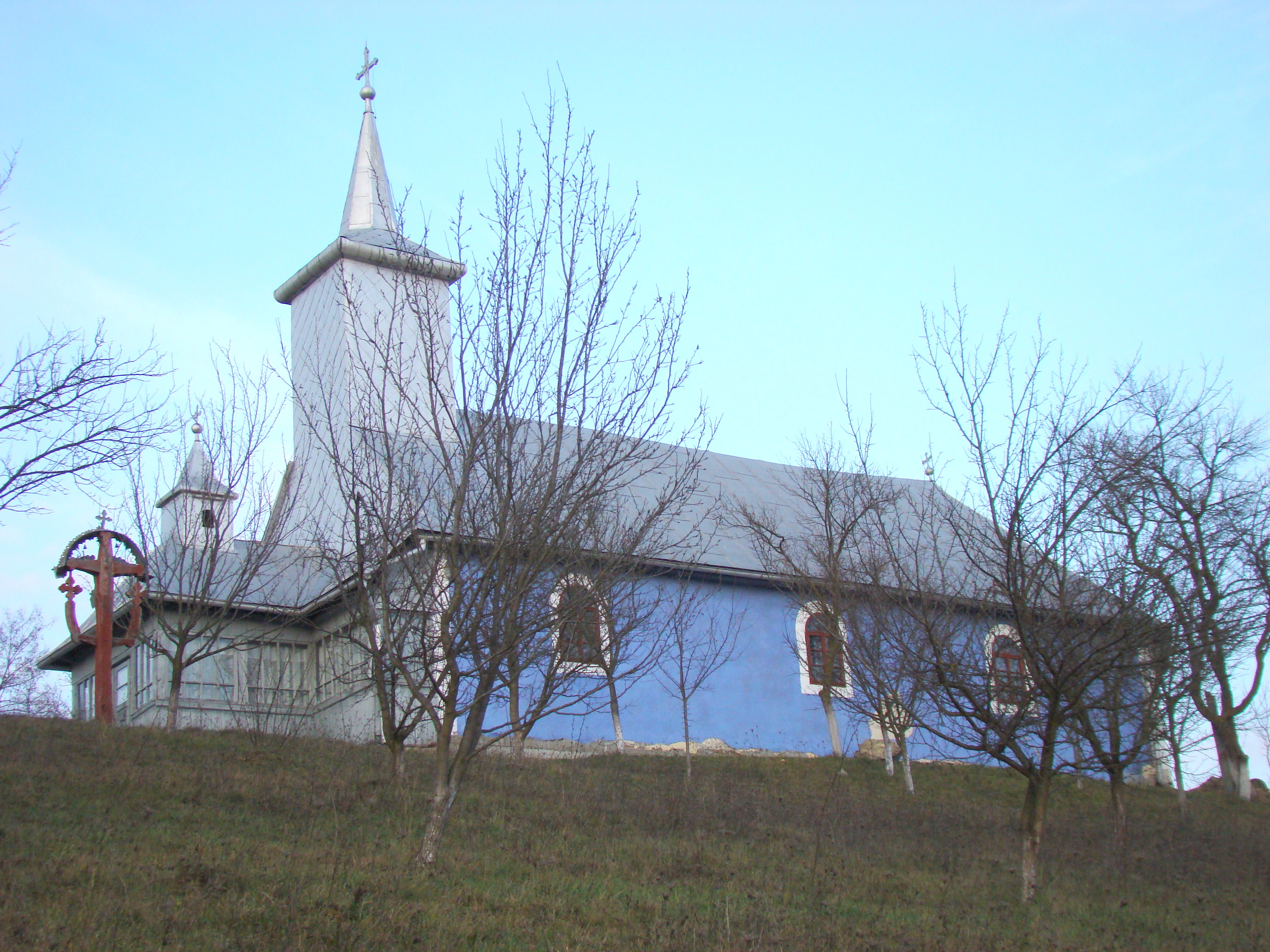
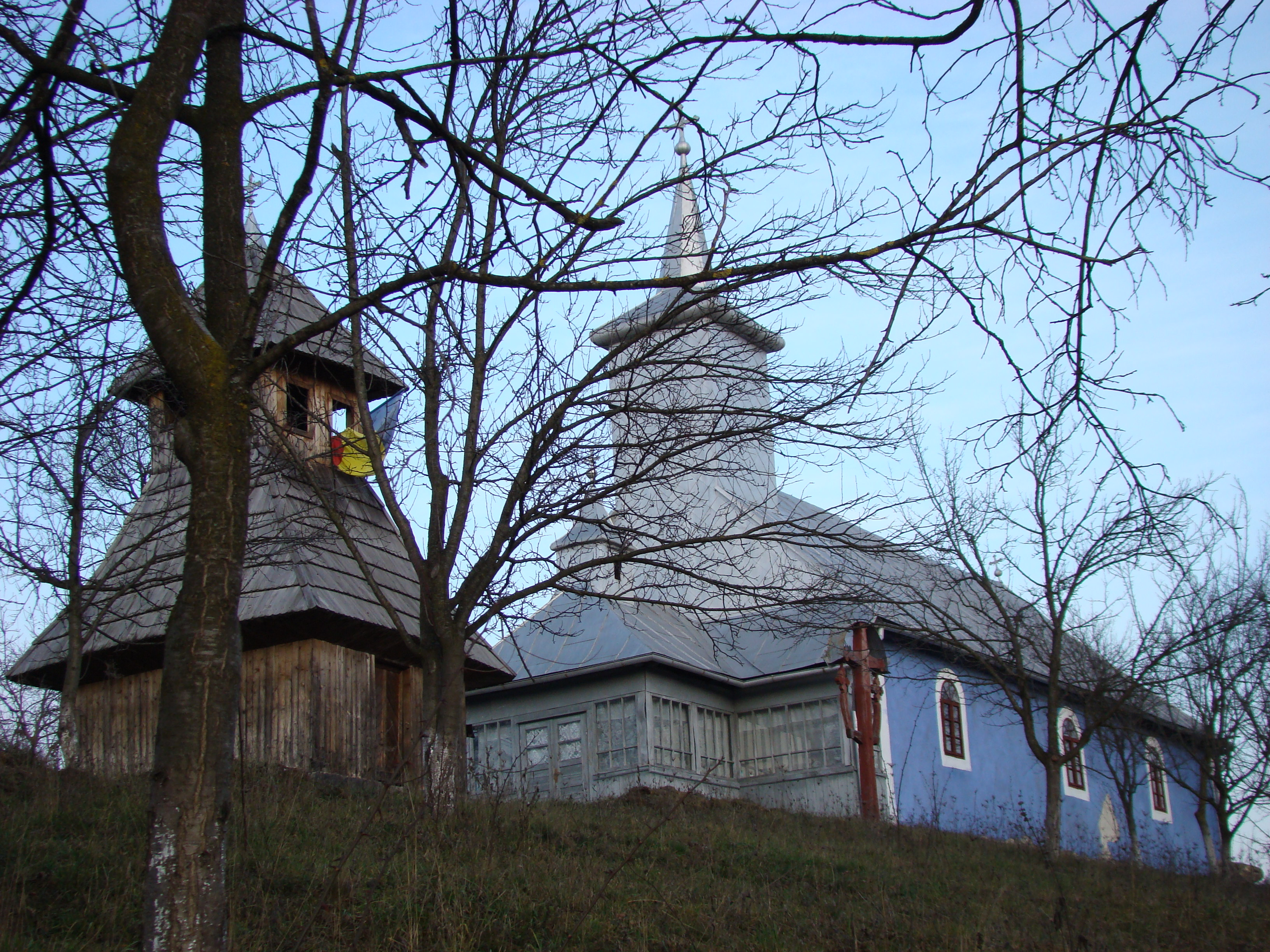
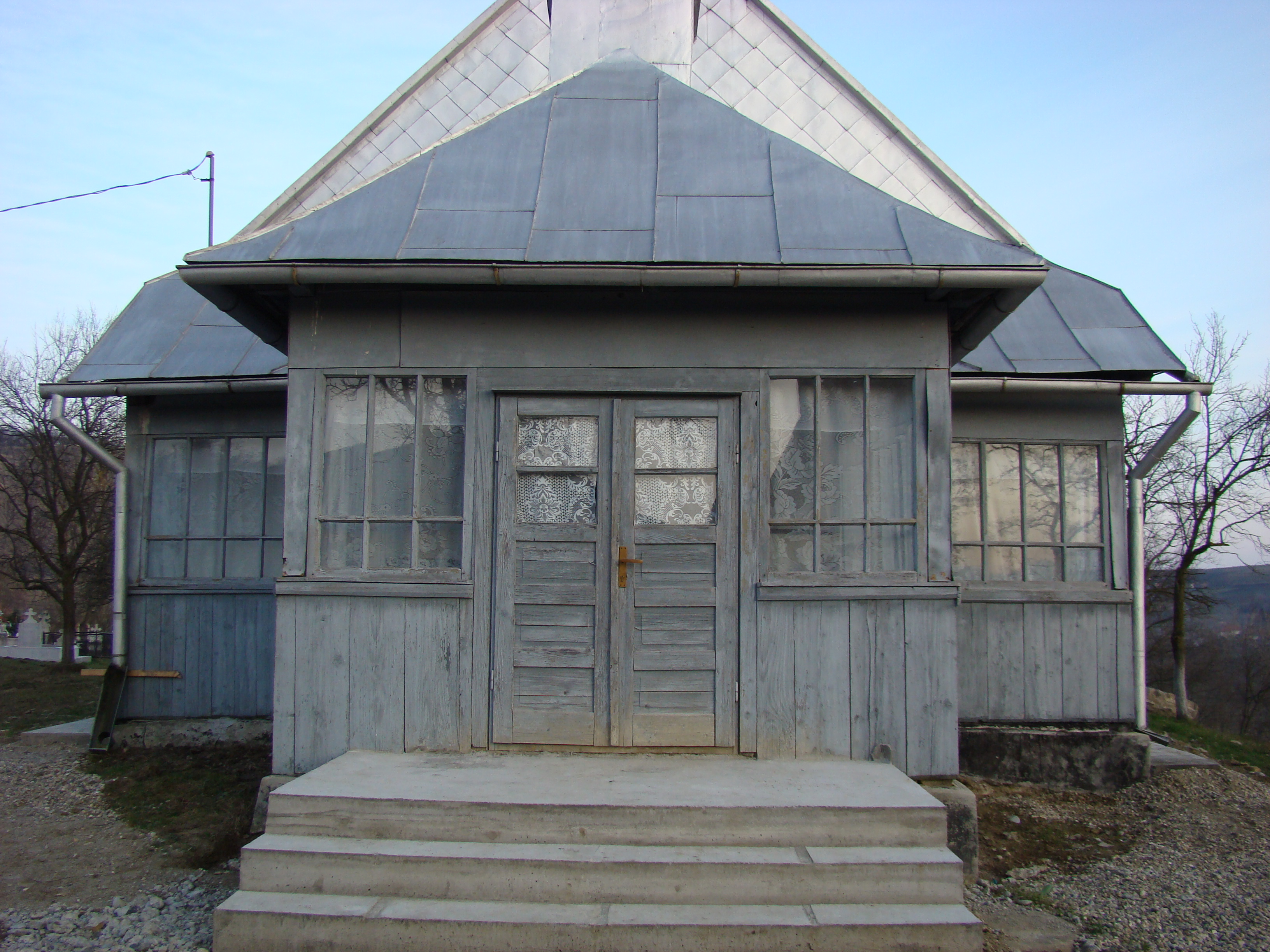
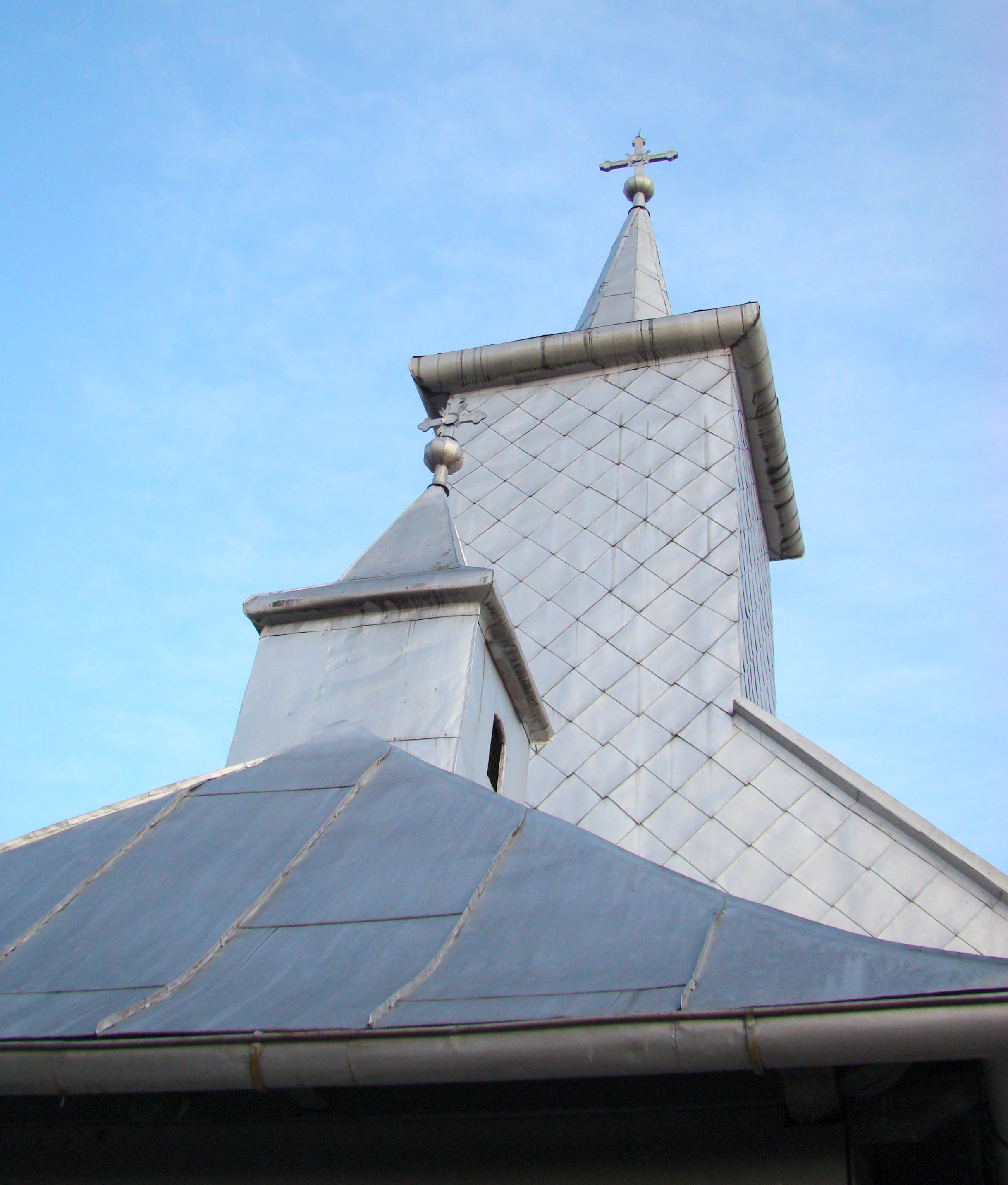
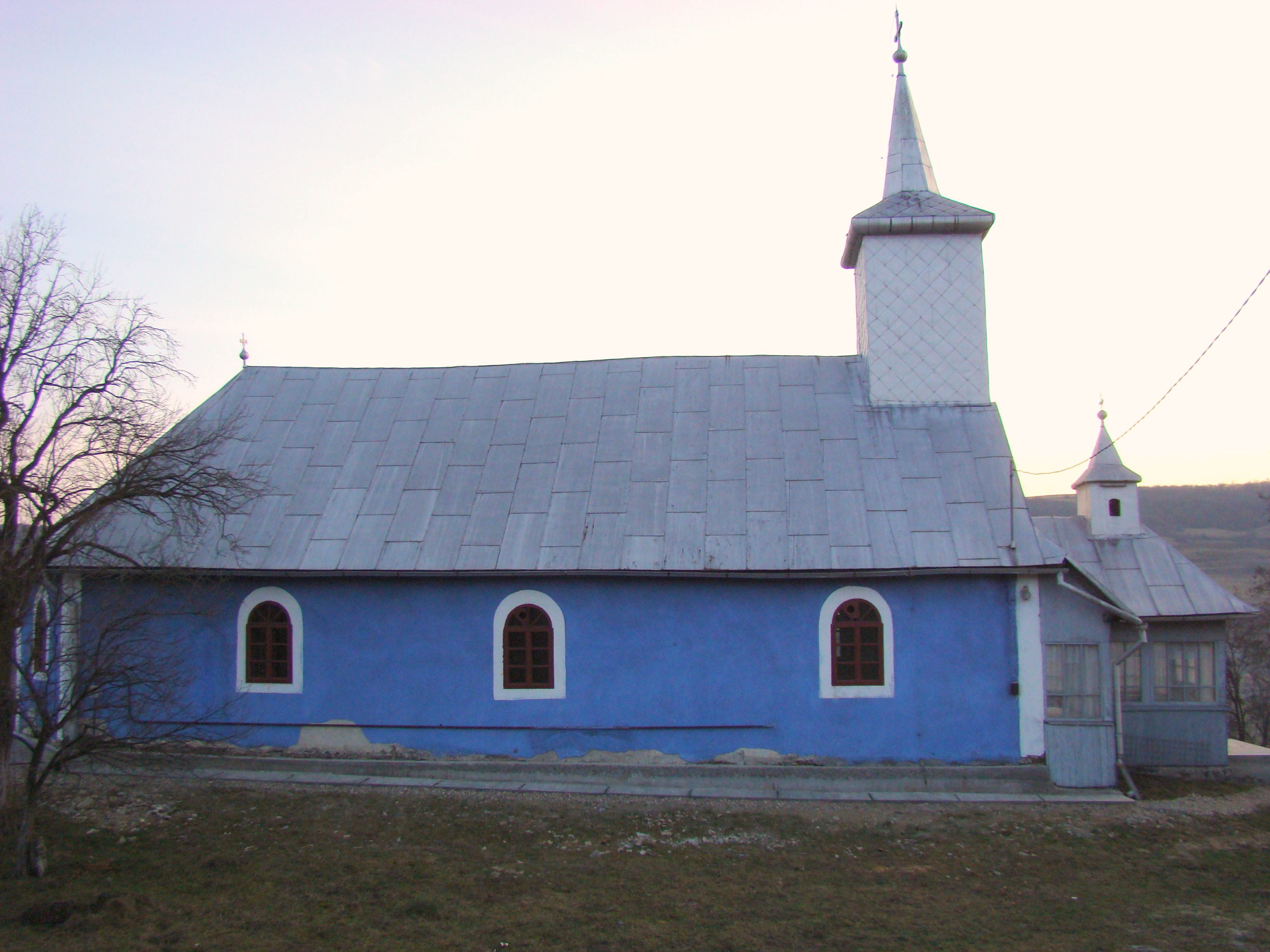
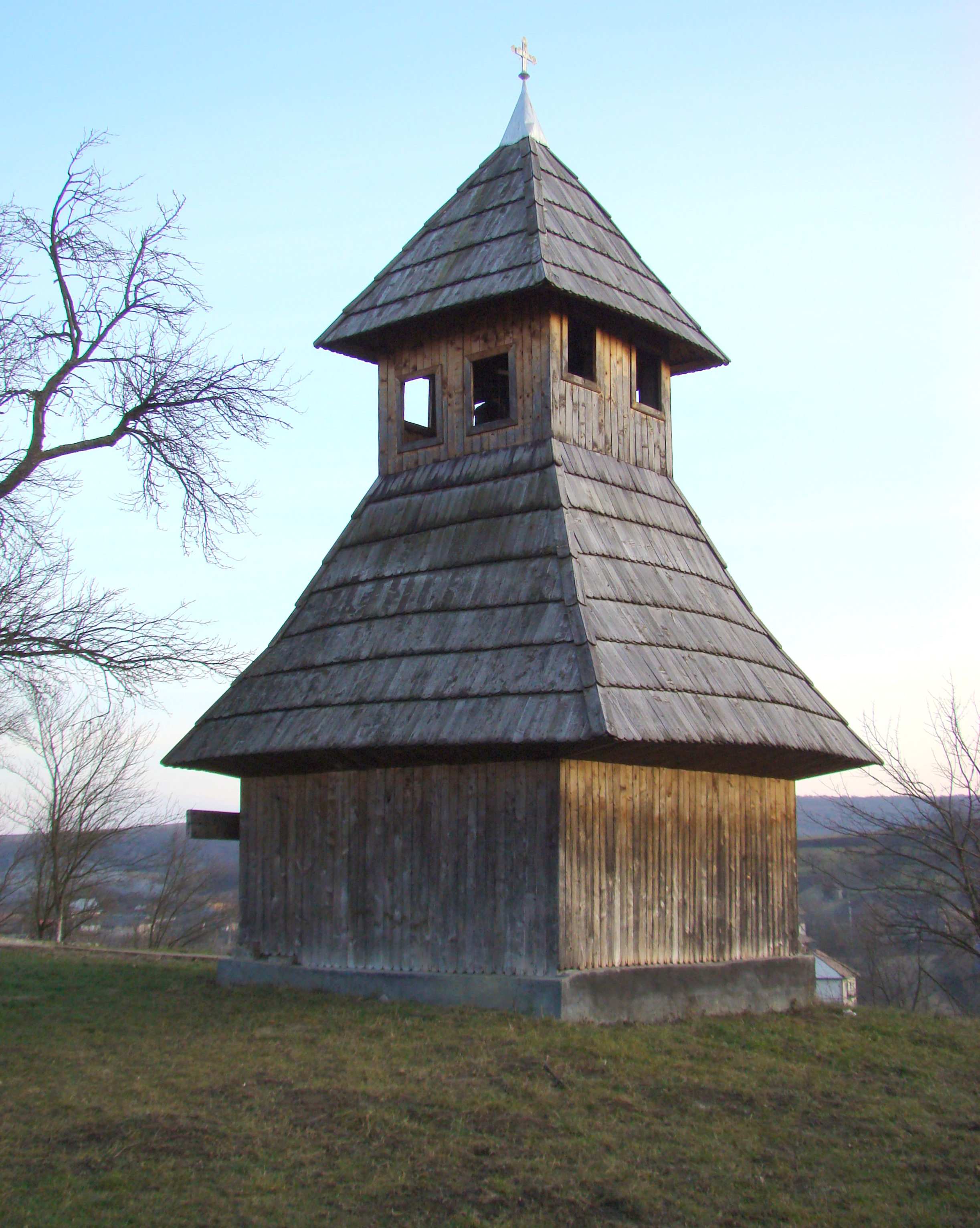
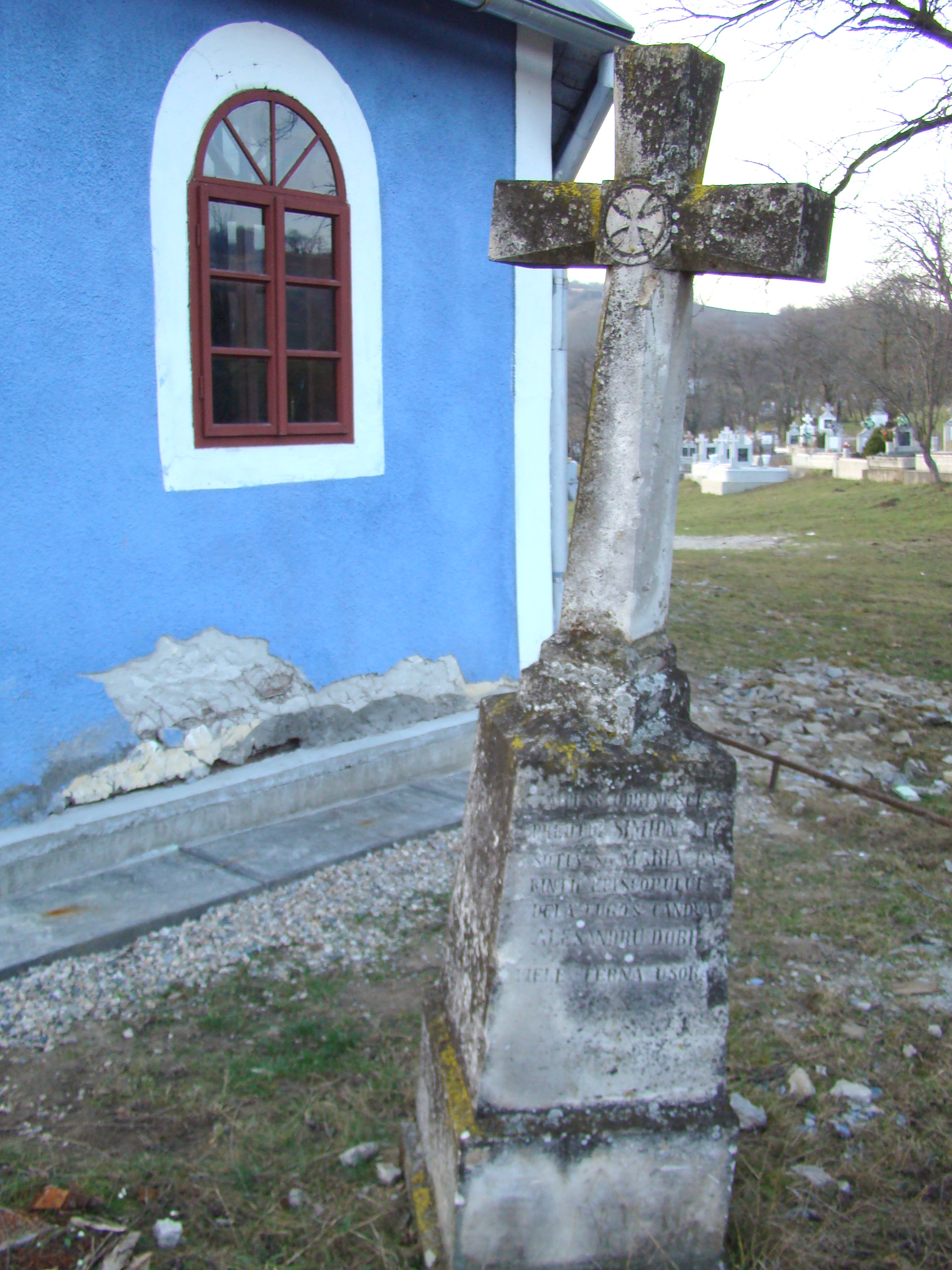
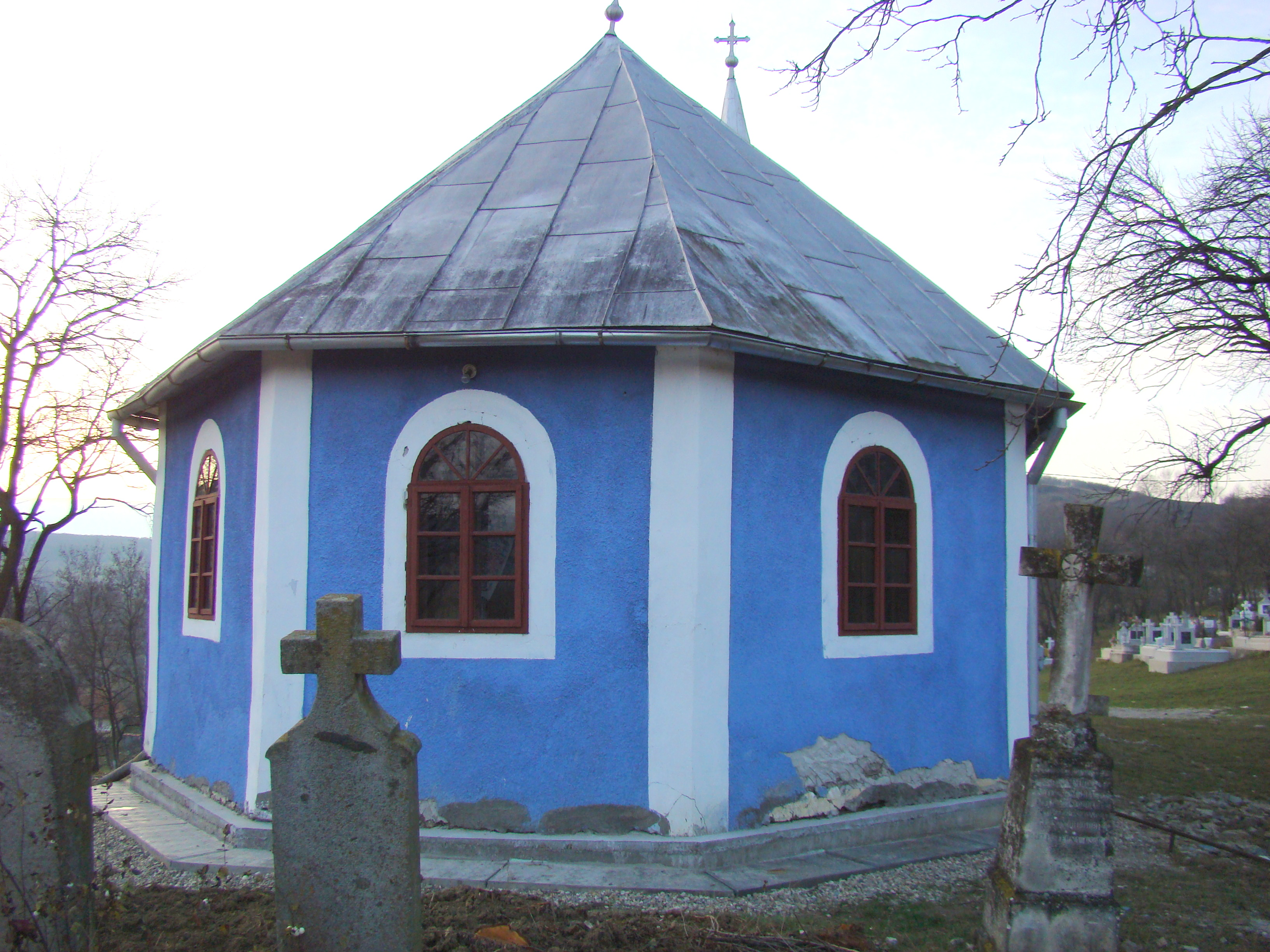
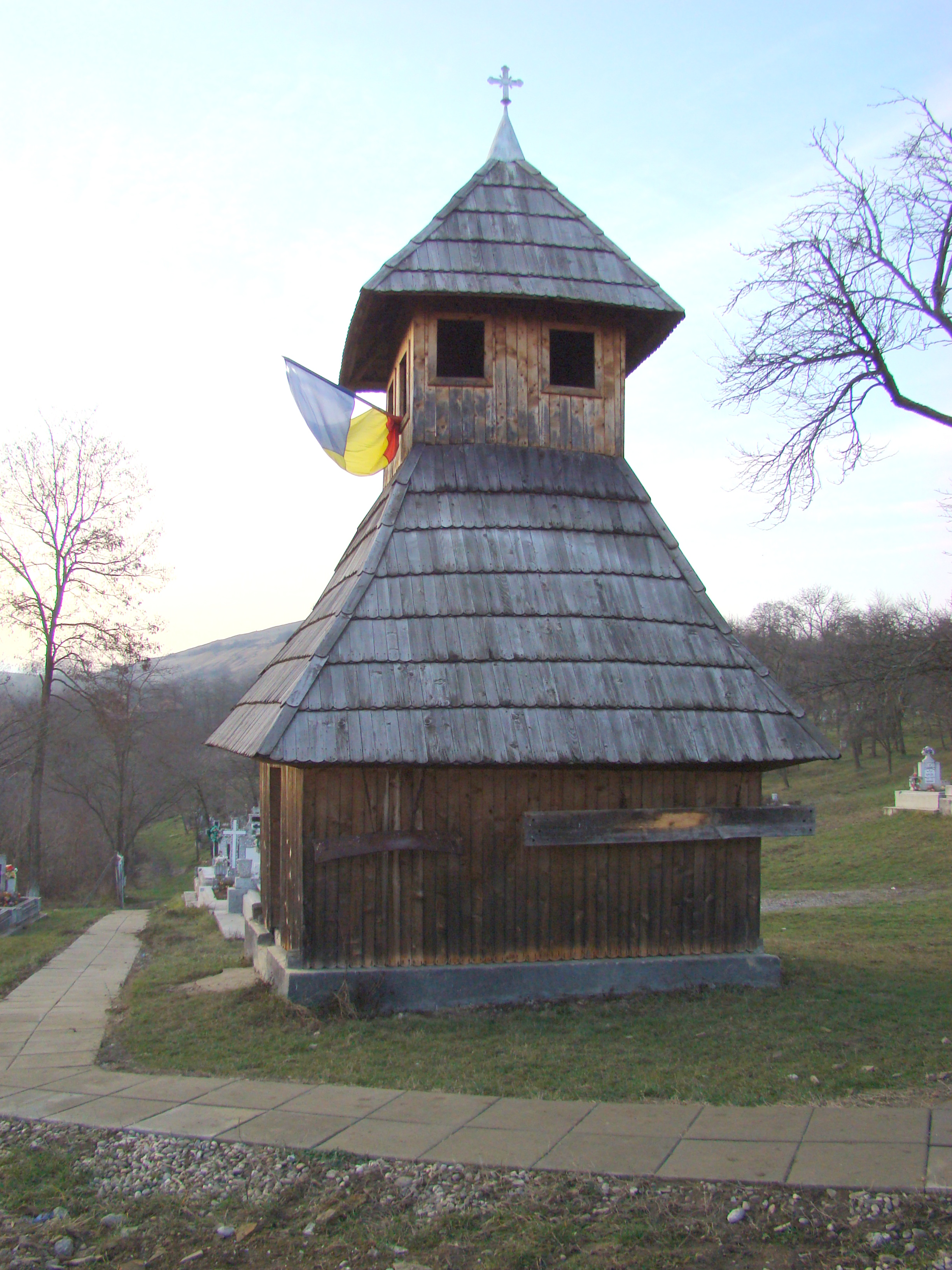
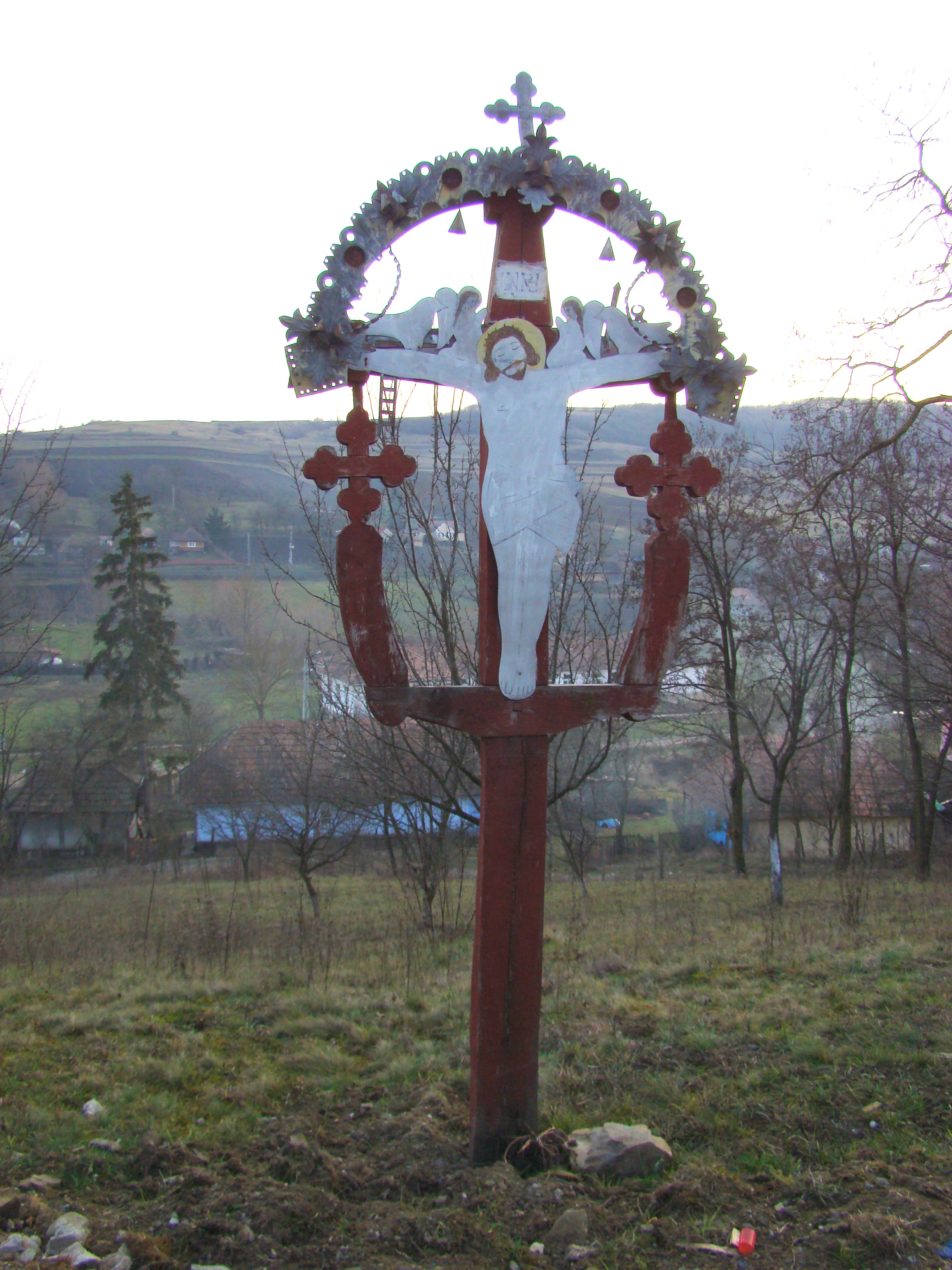
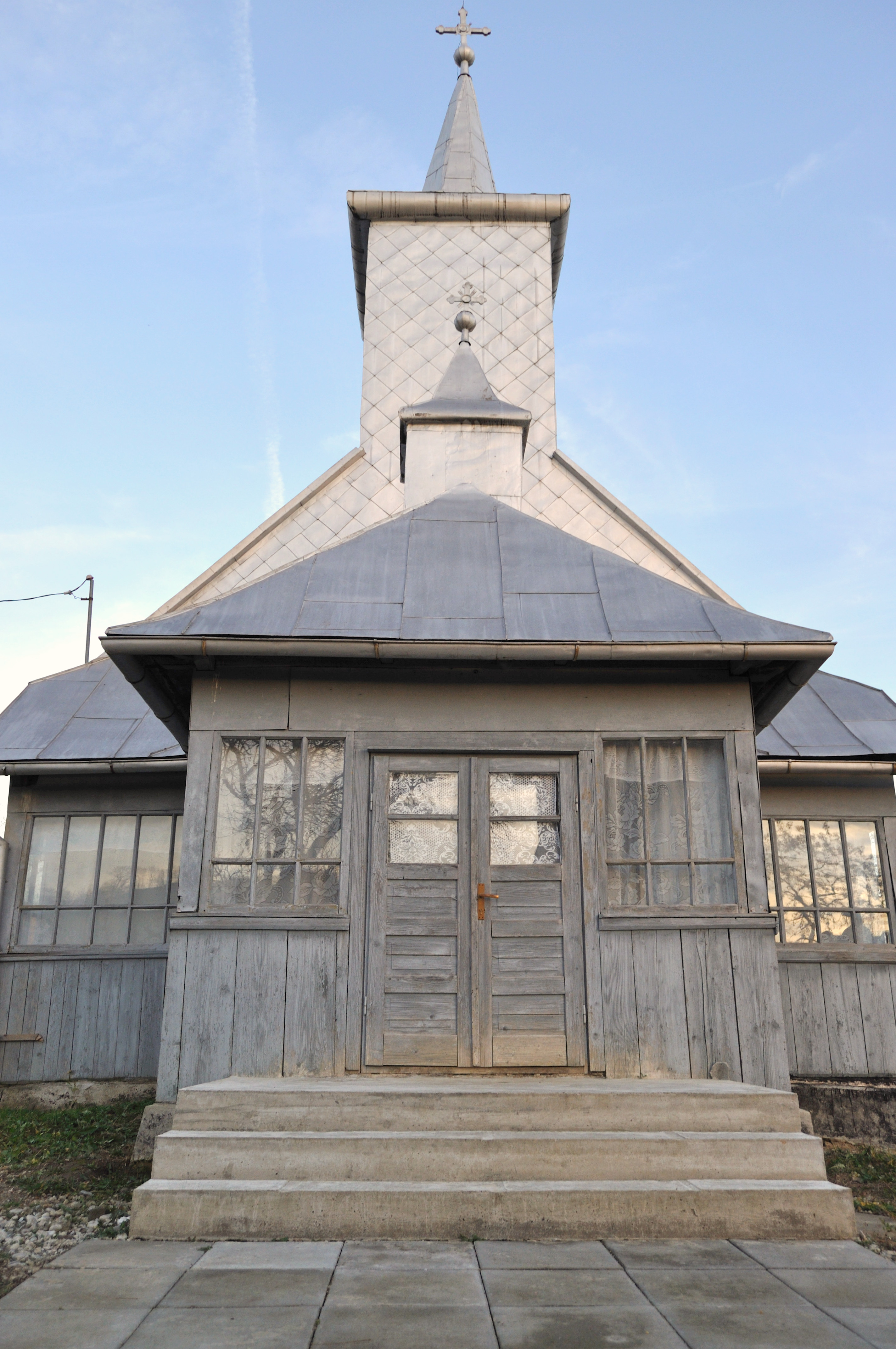
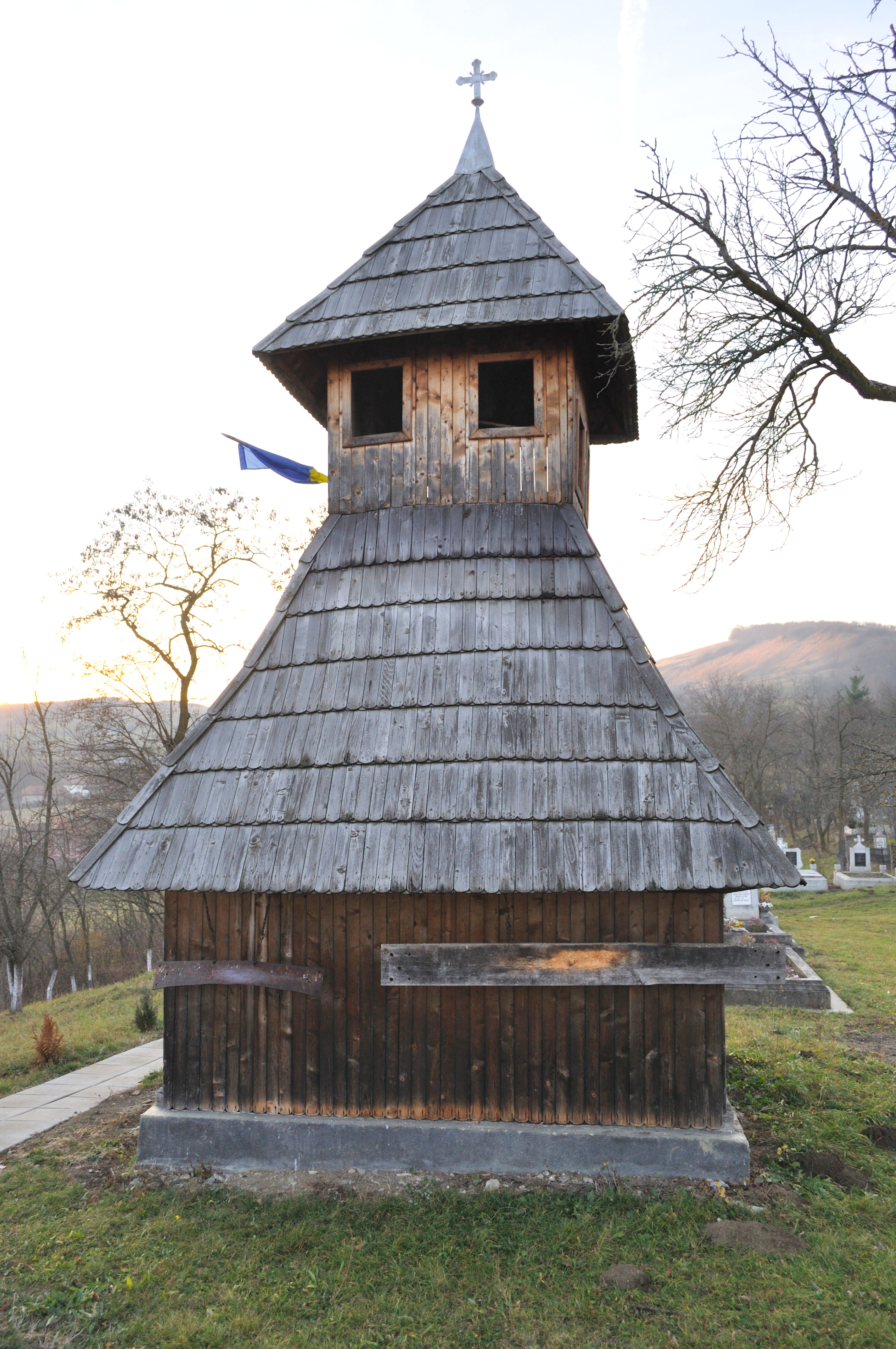
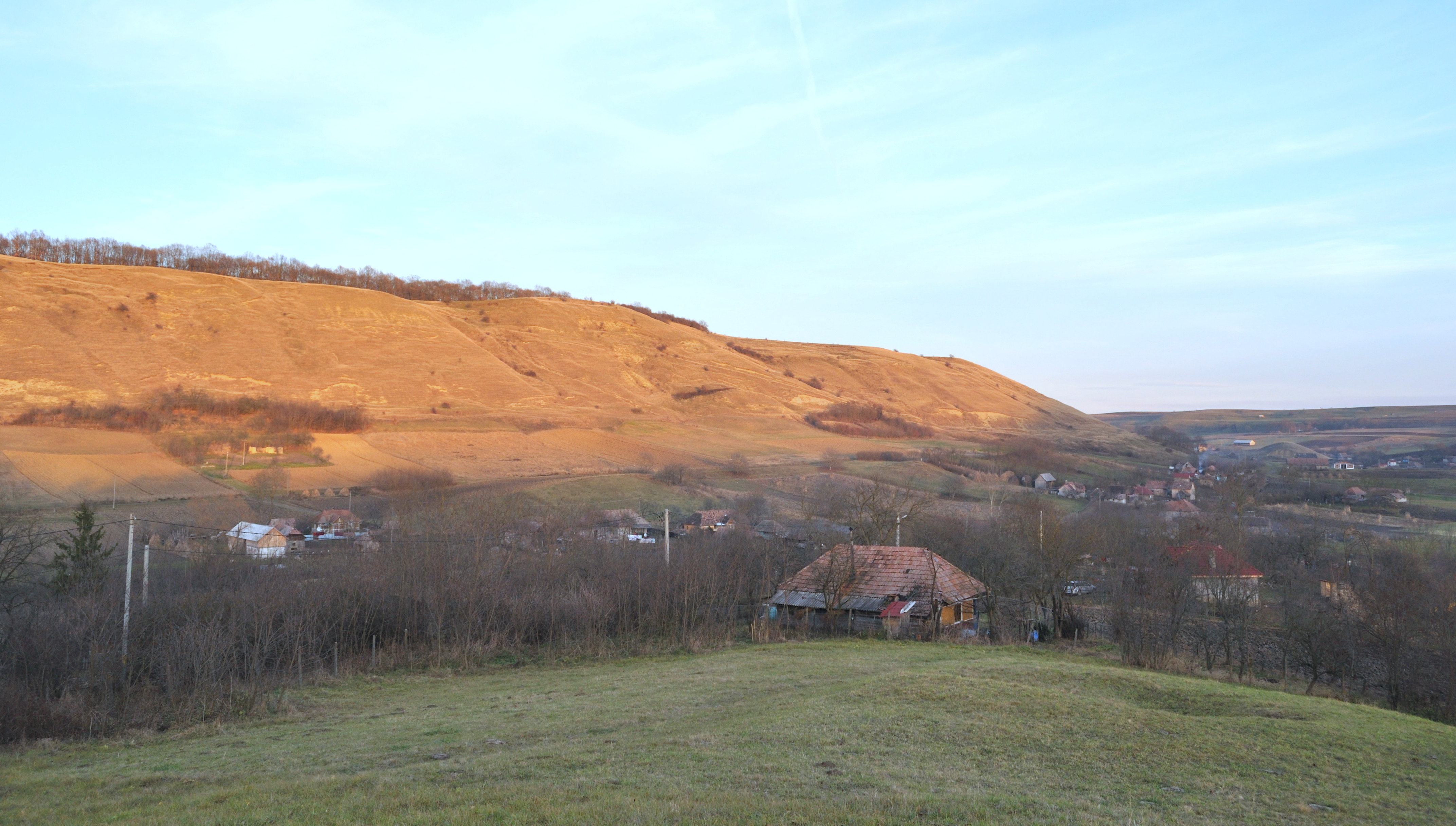
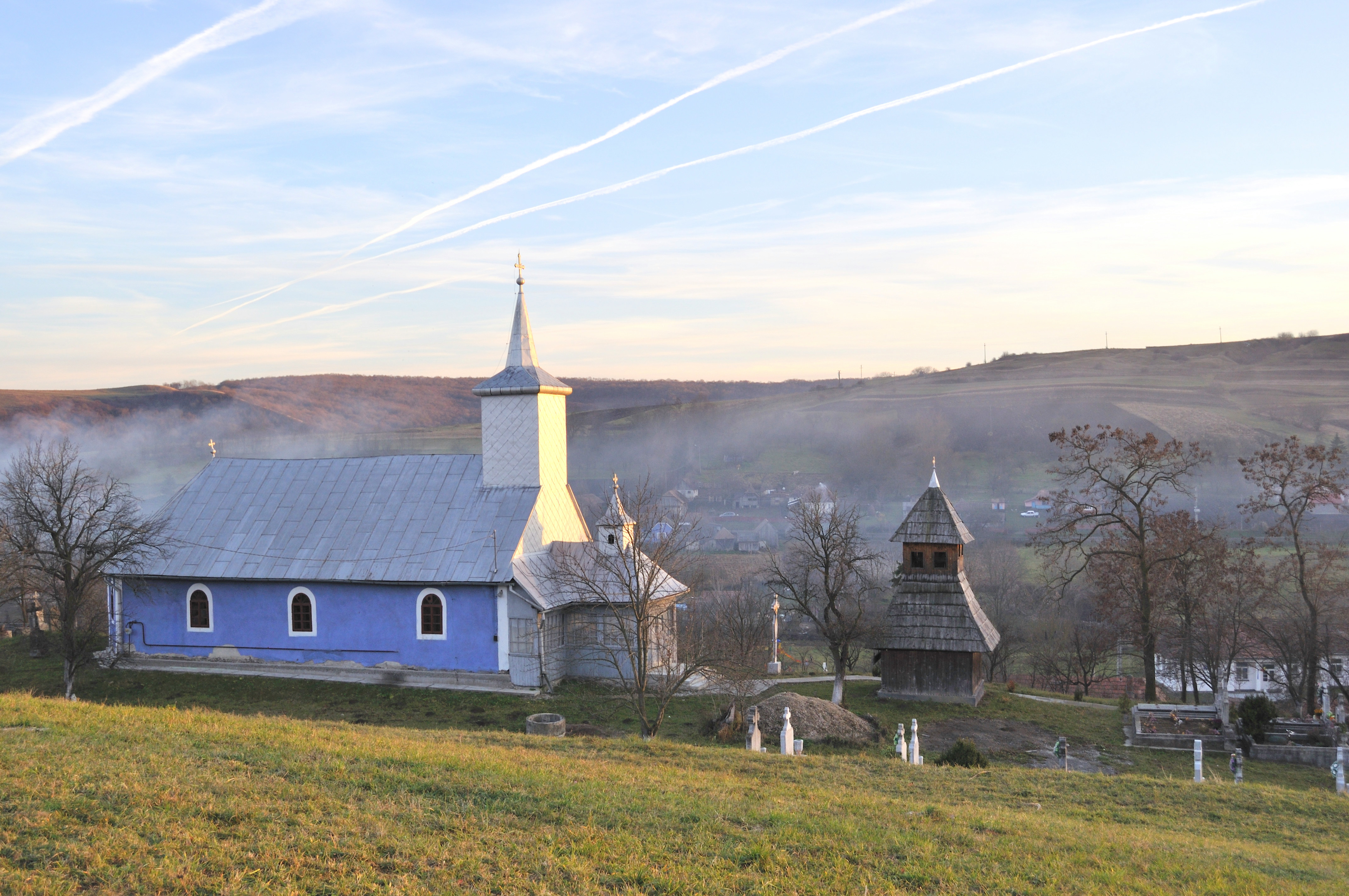
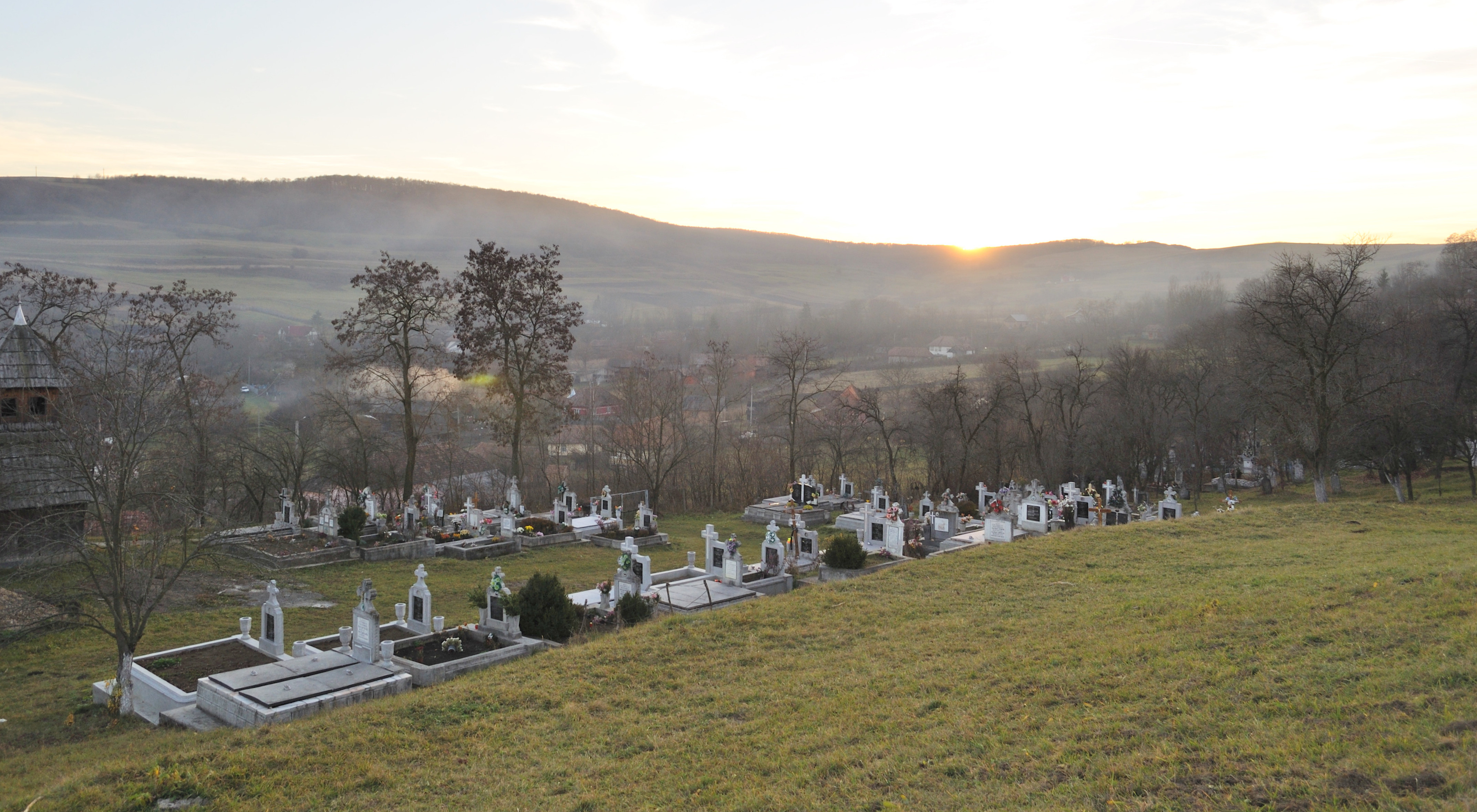
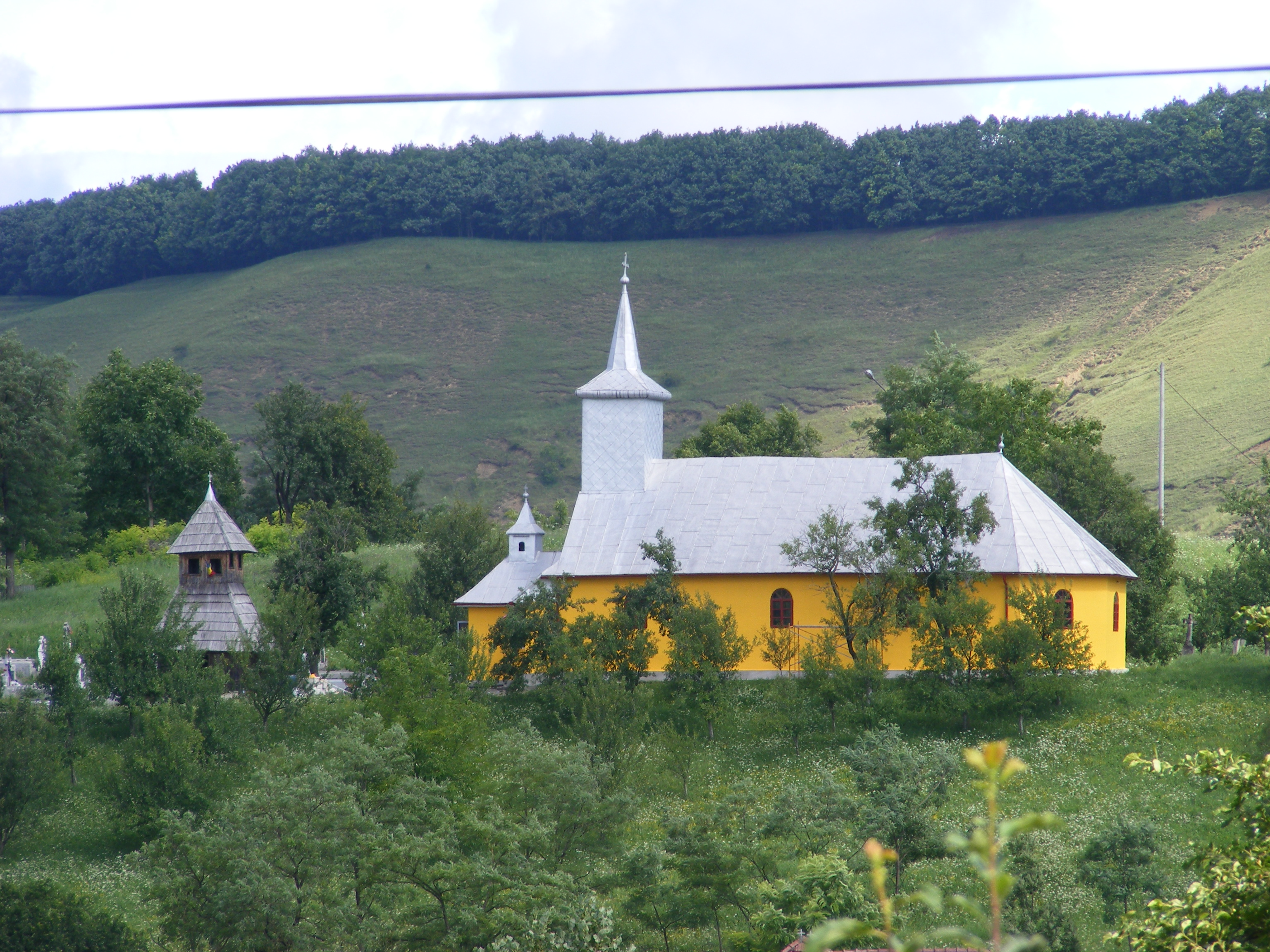
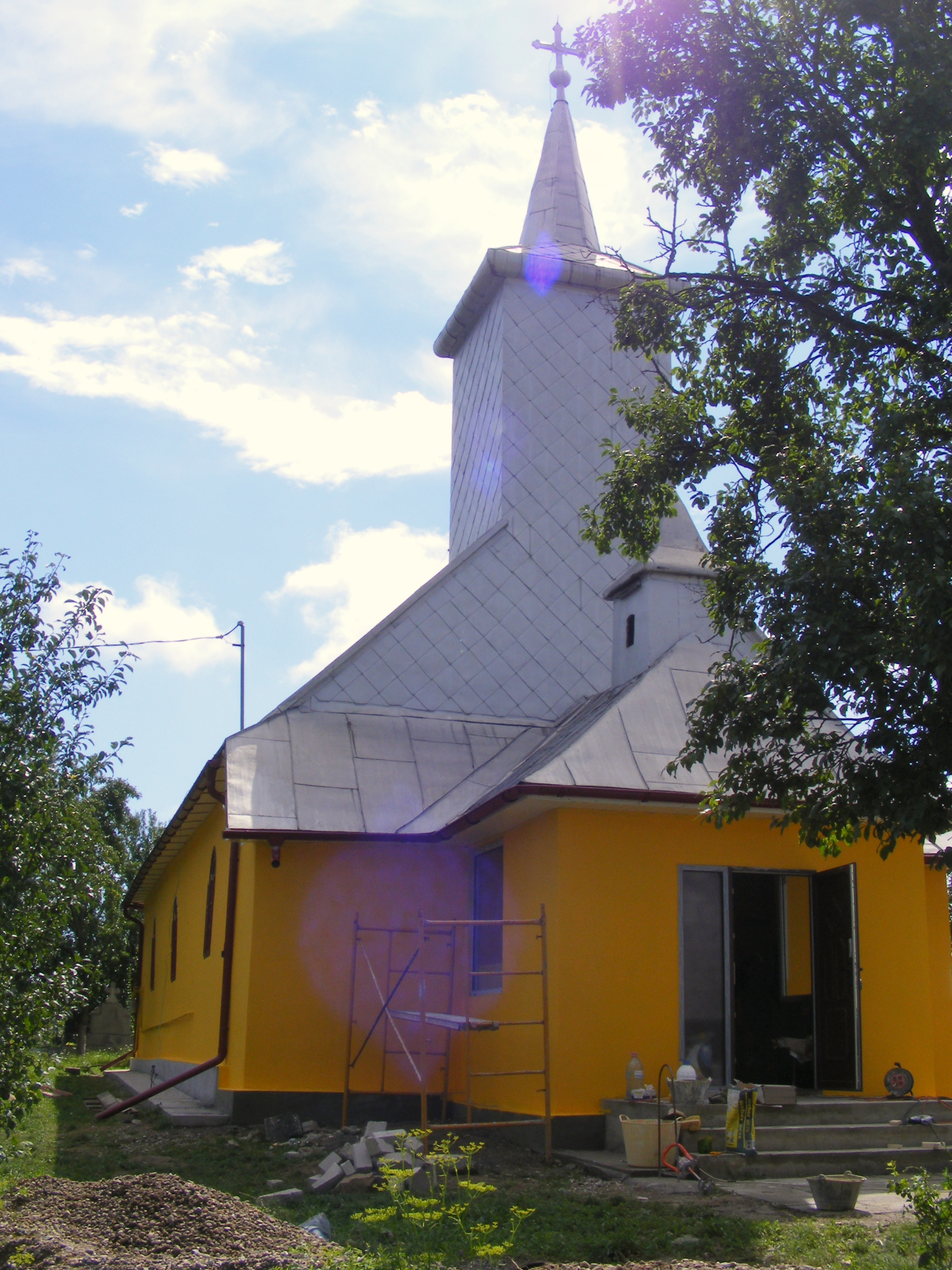
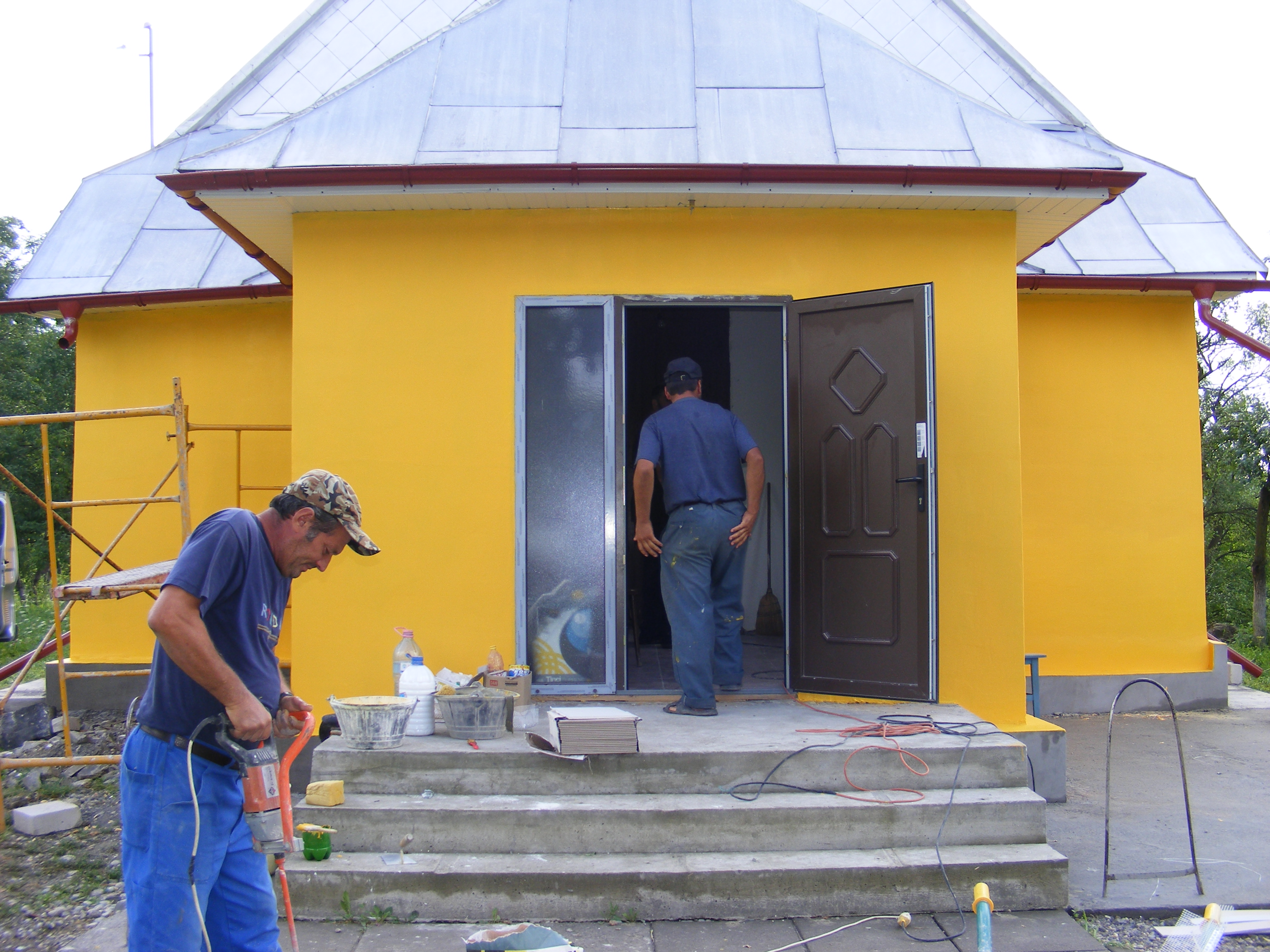

## Imagini din interior

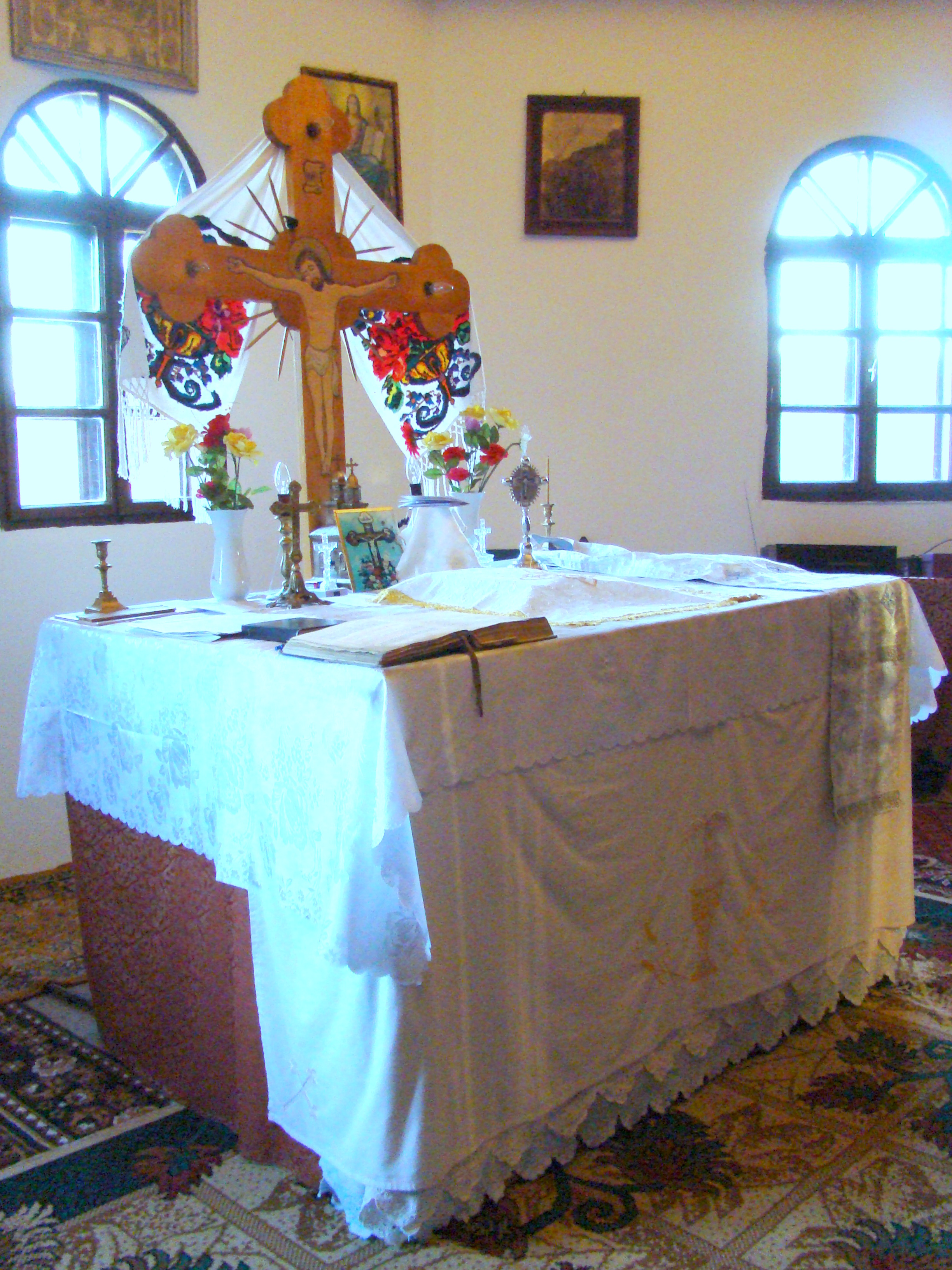
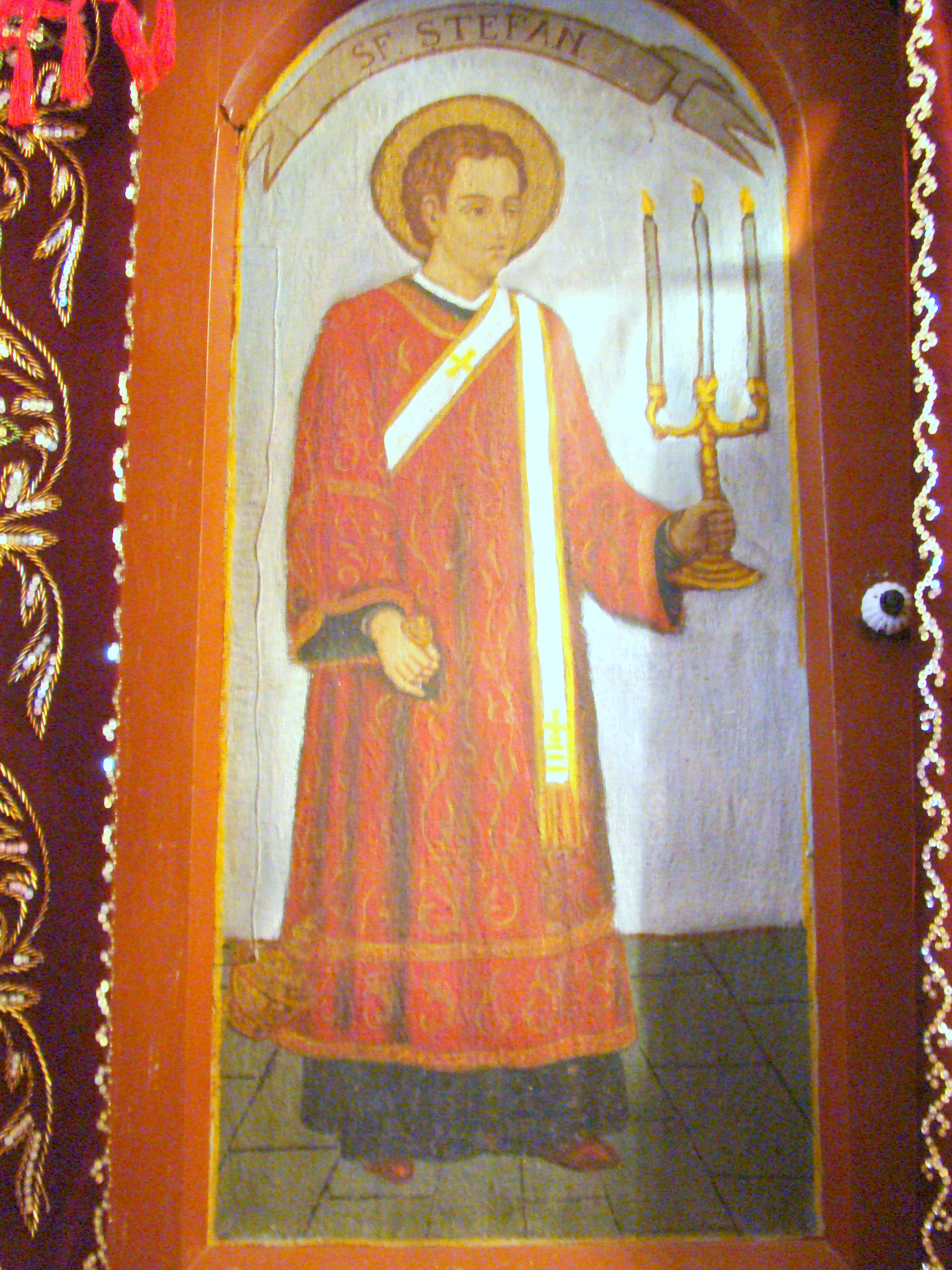
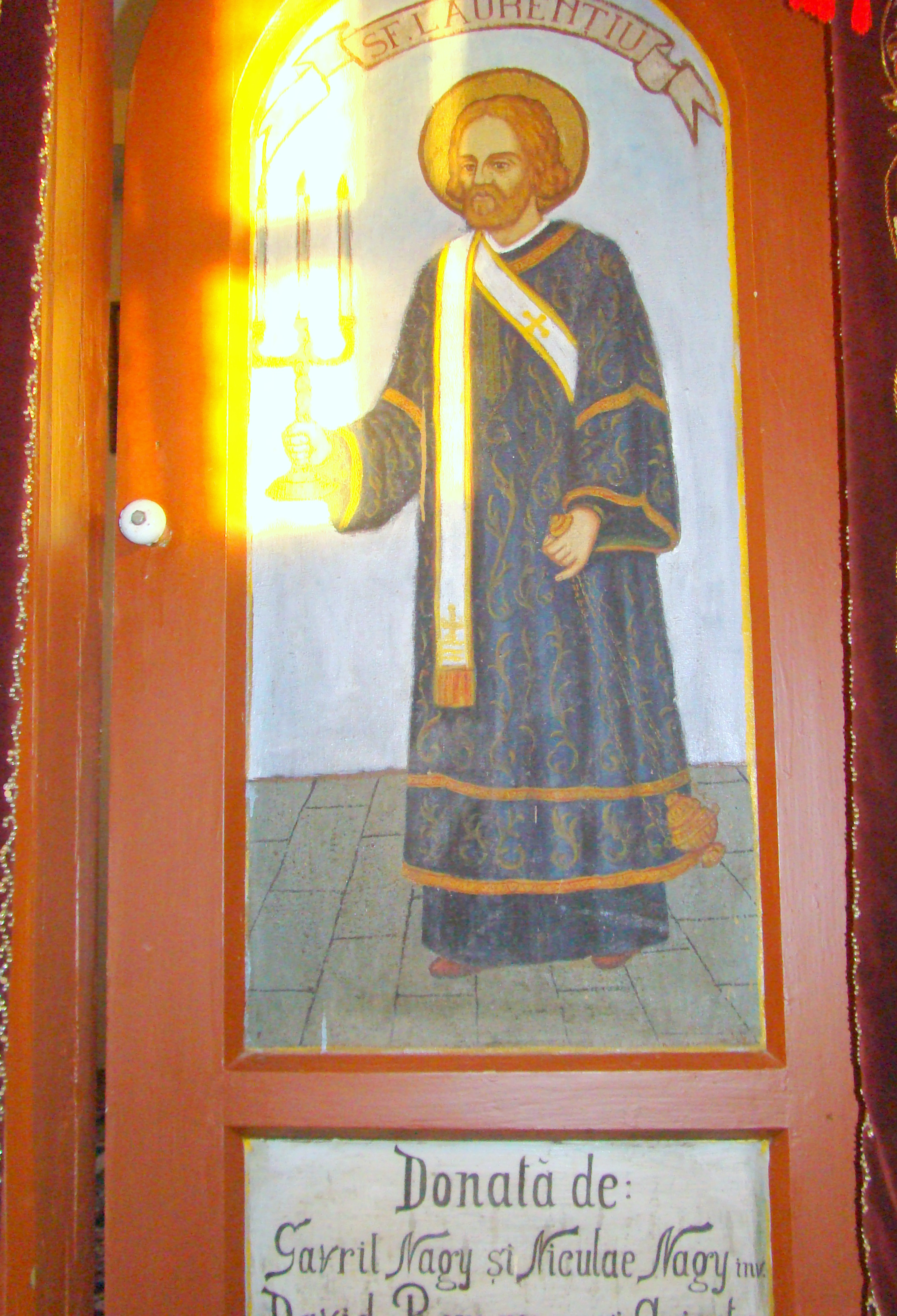
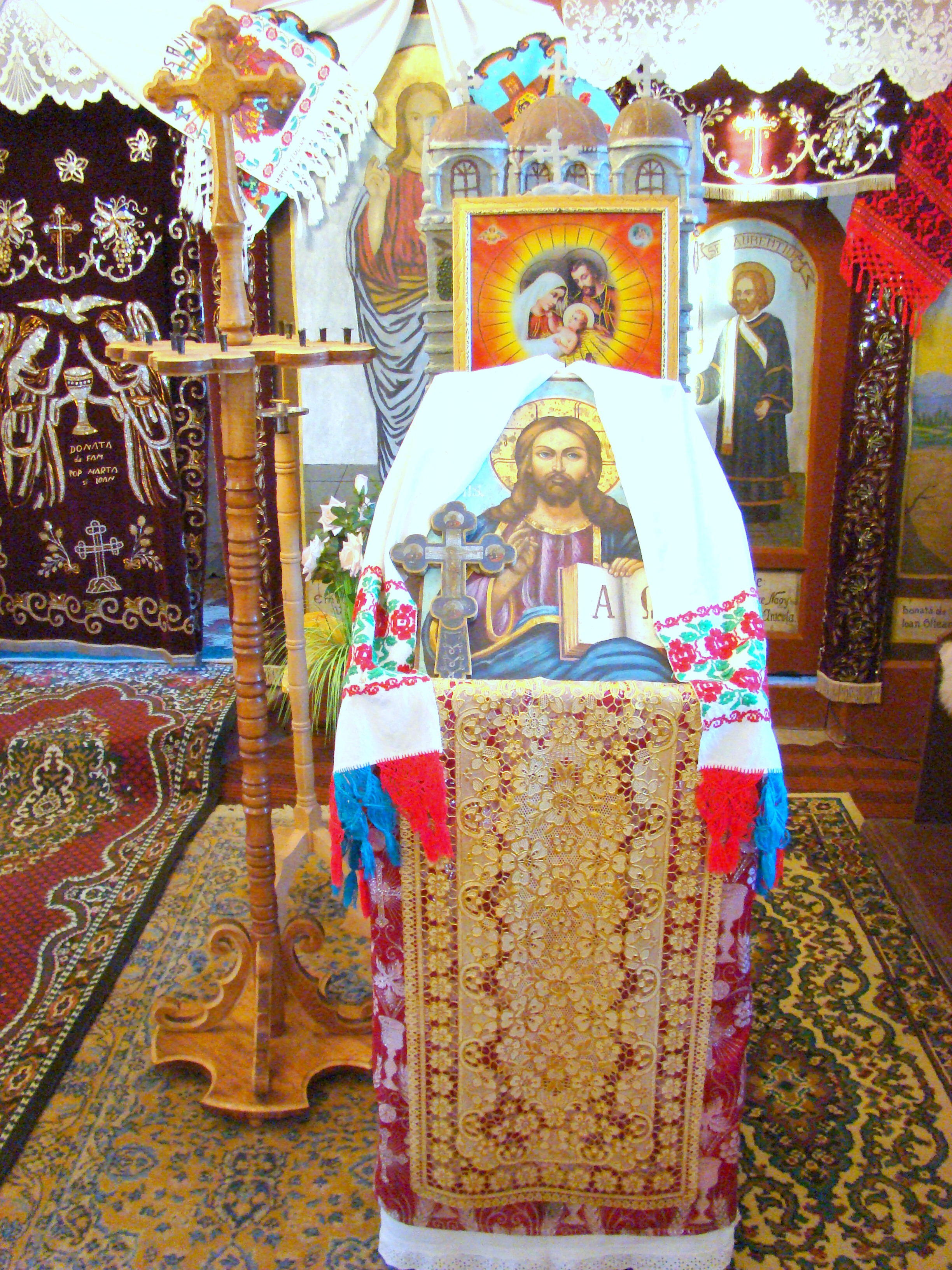
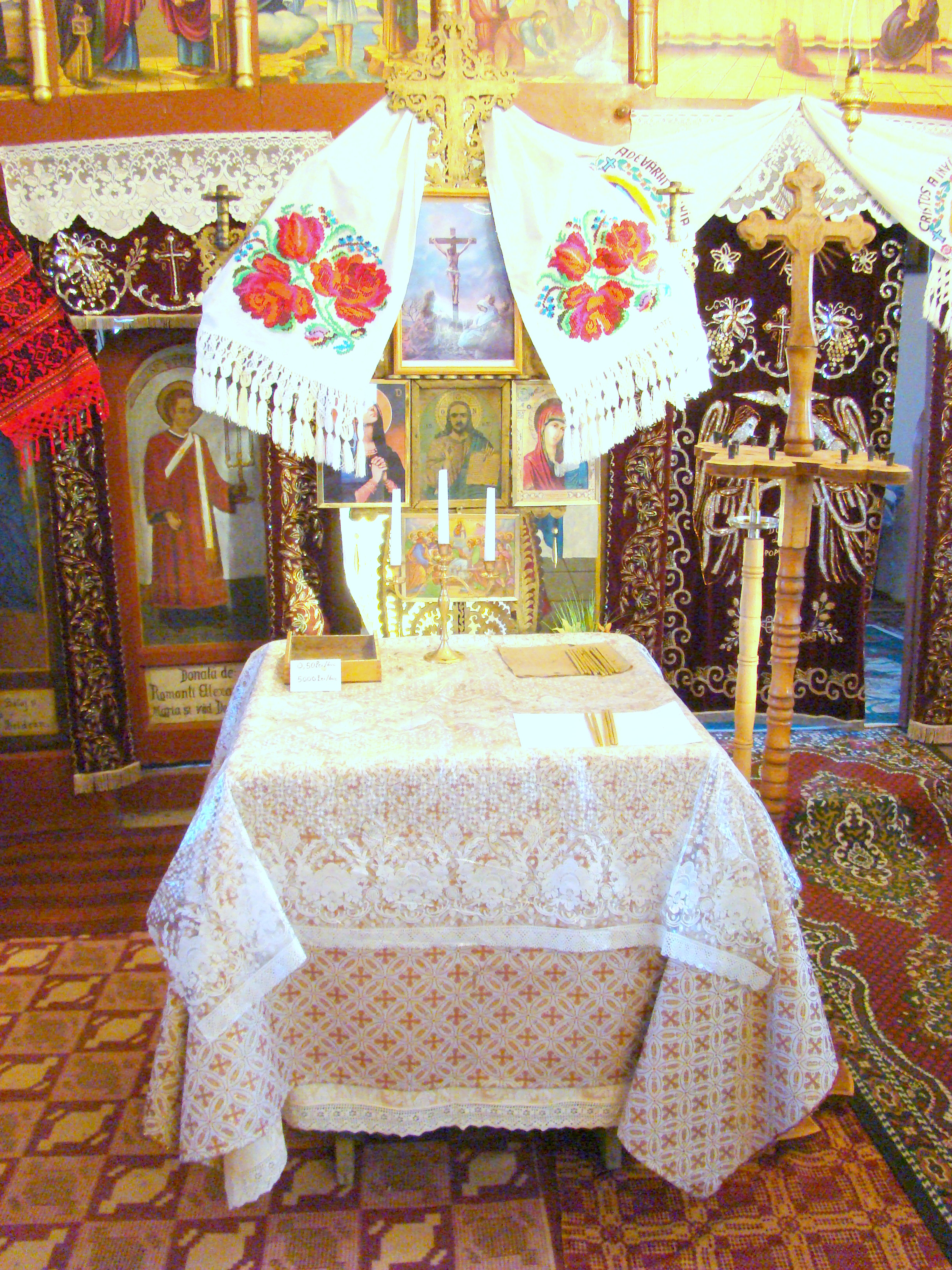
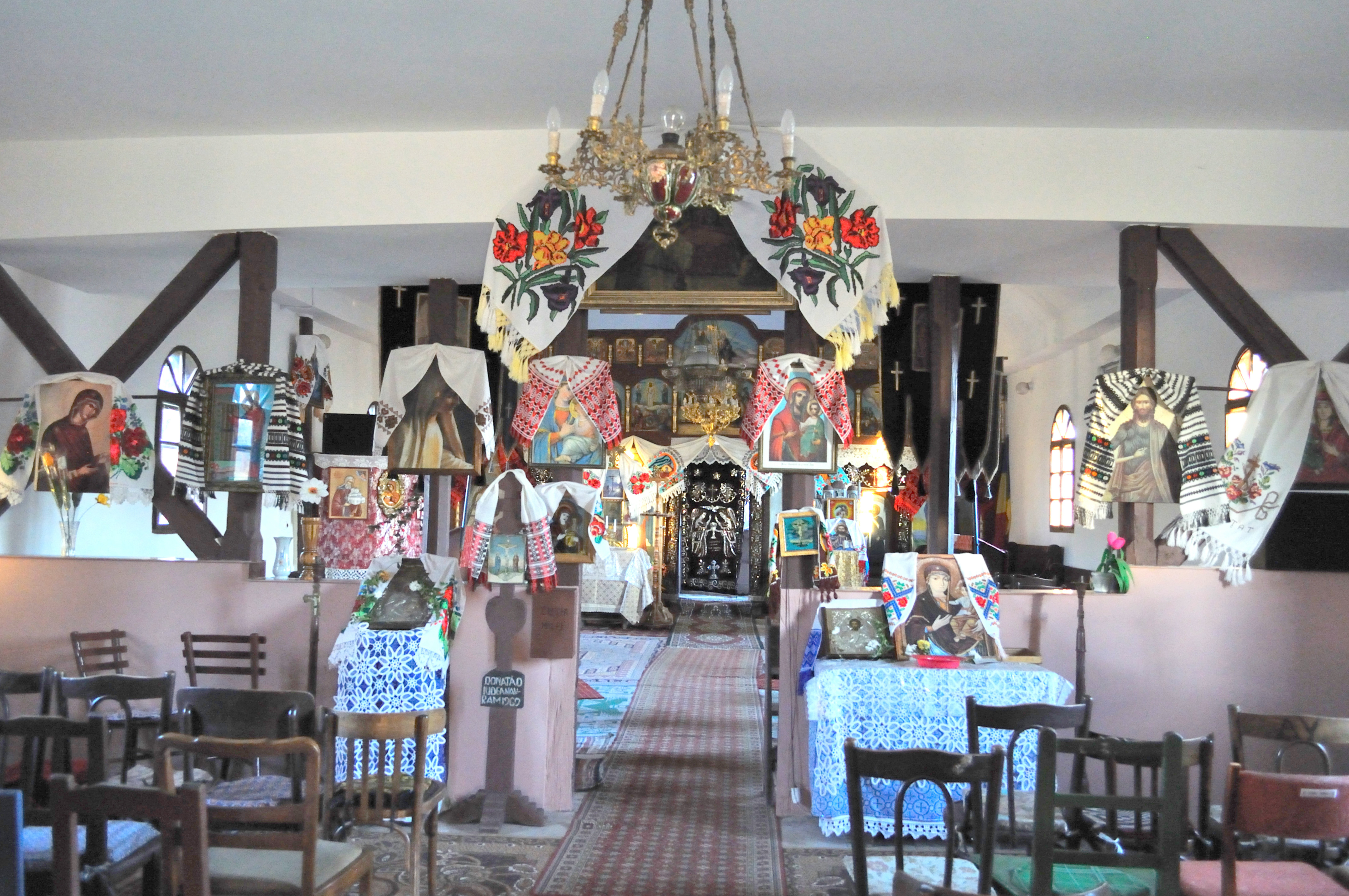
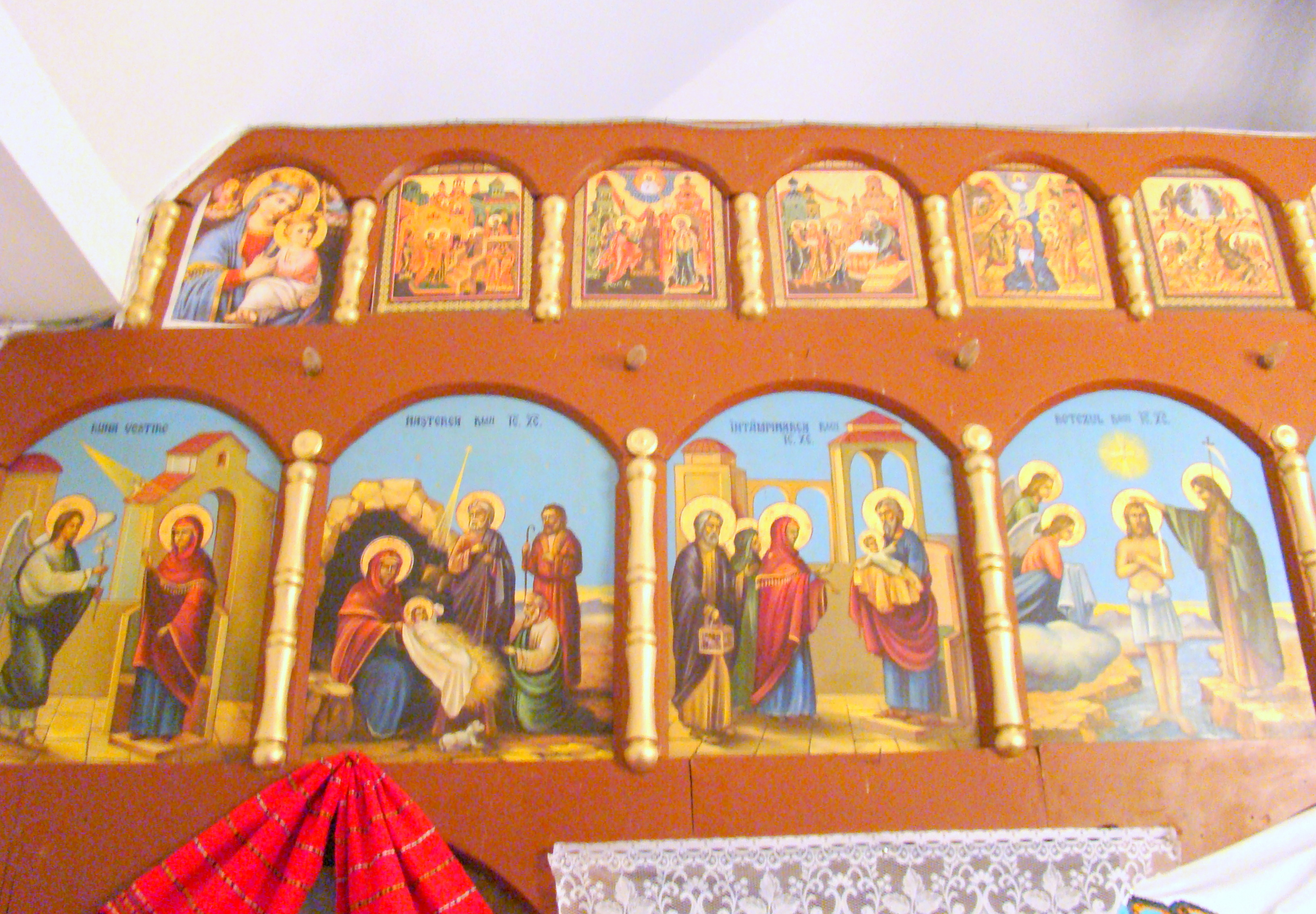
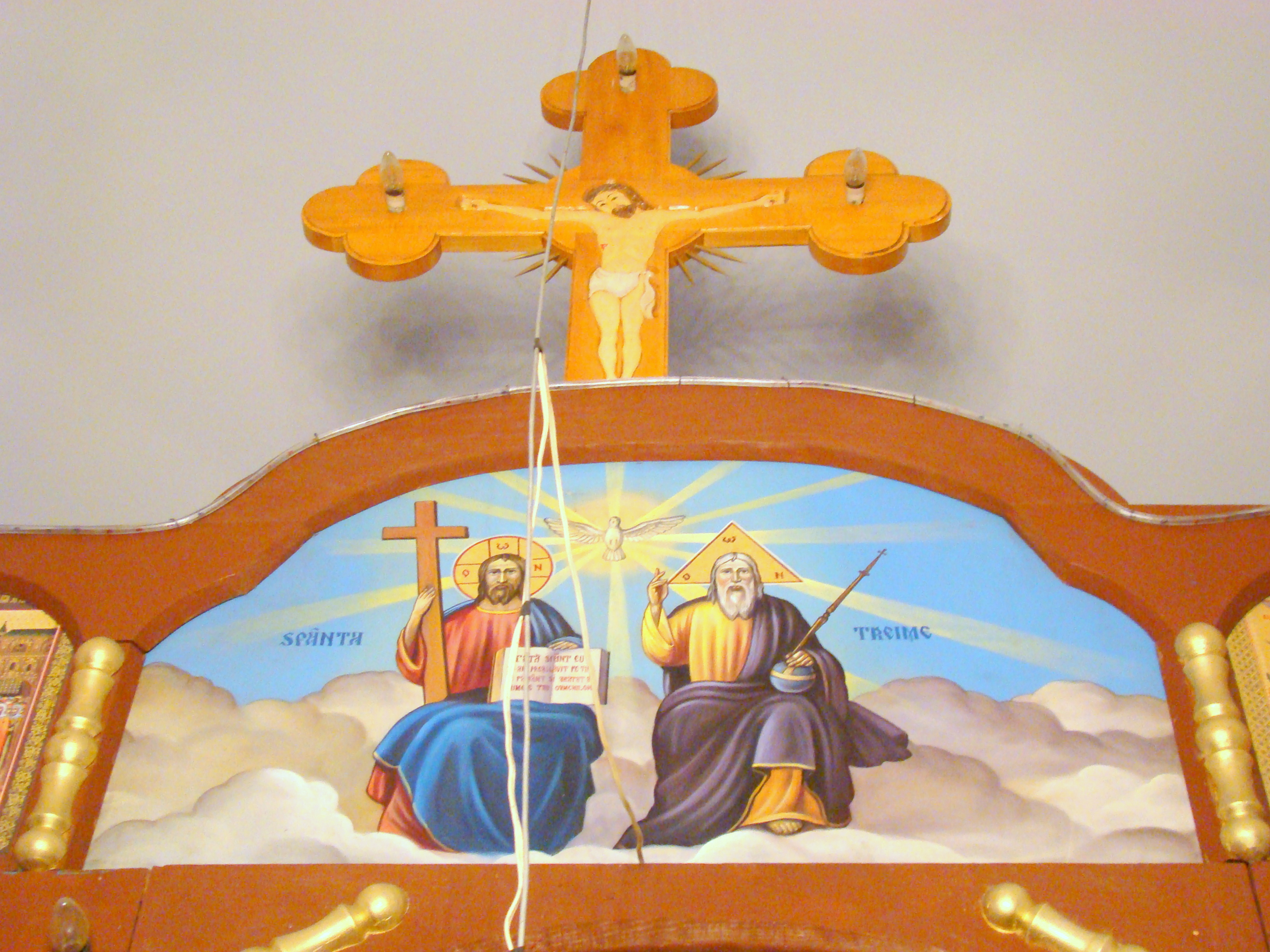
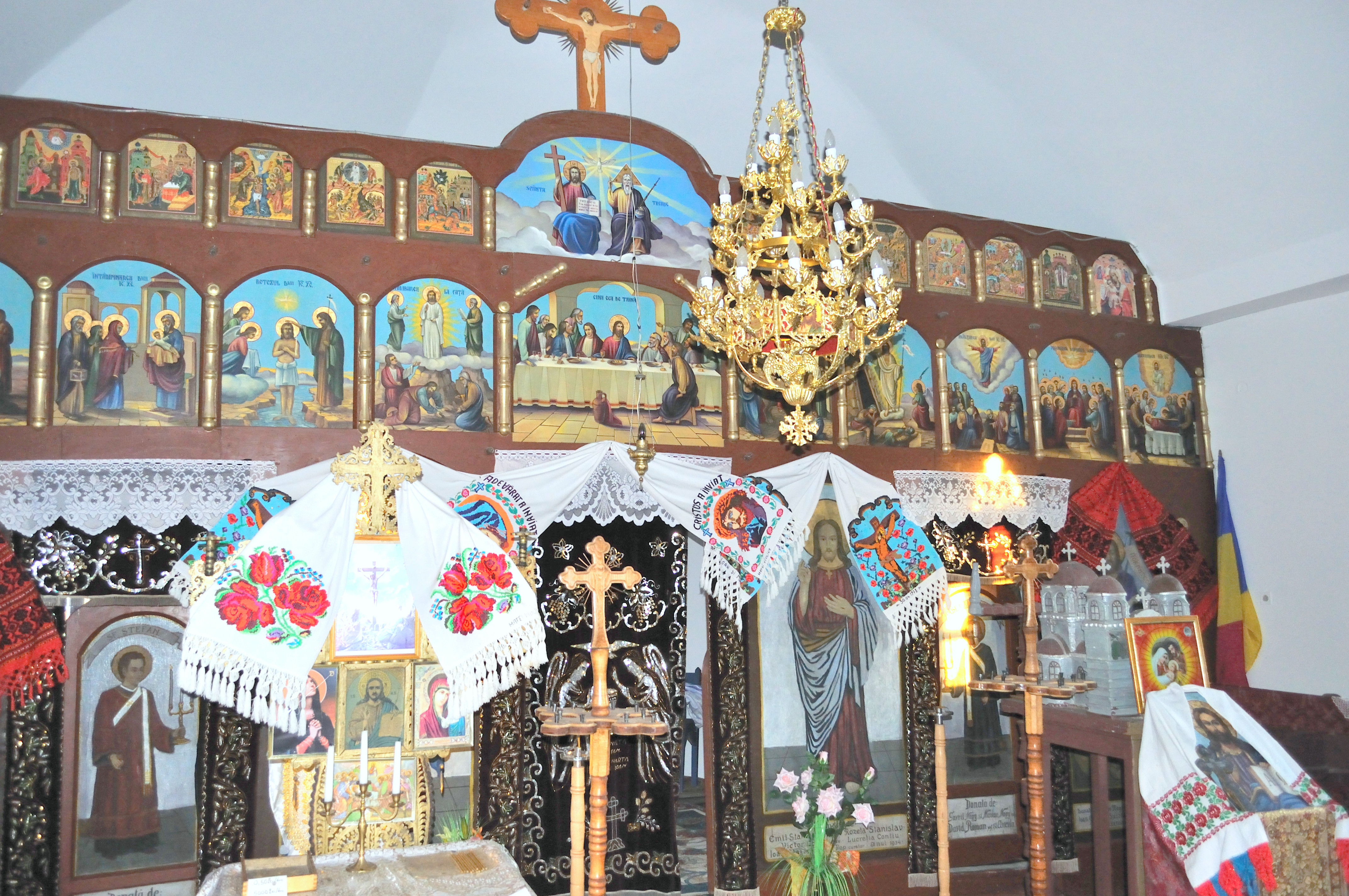
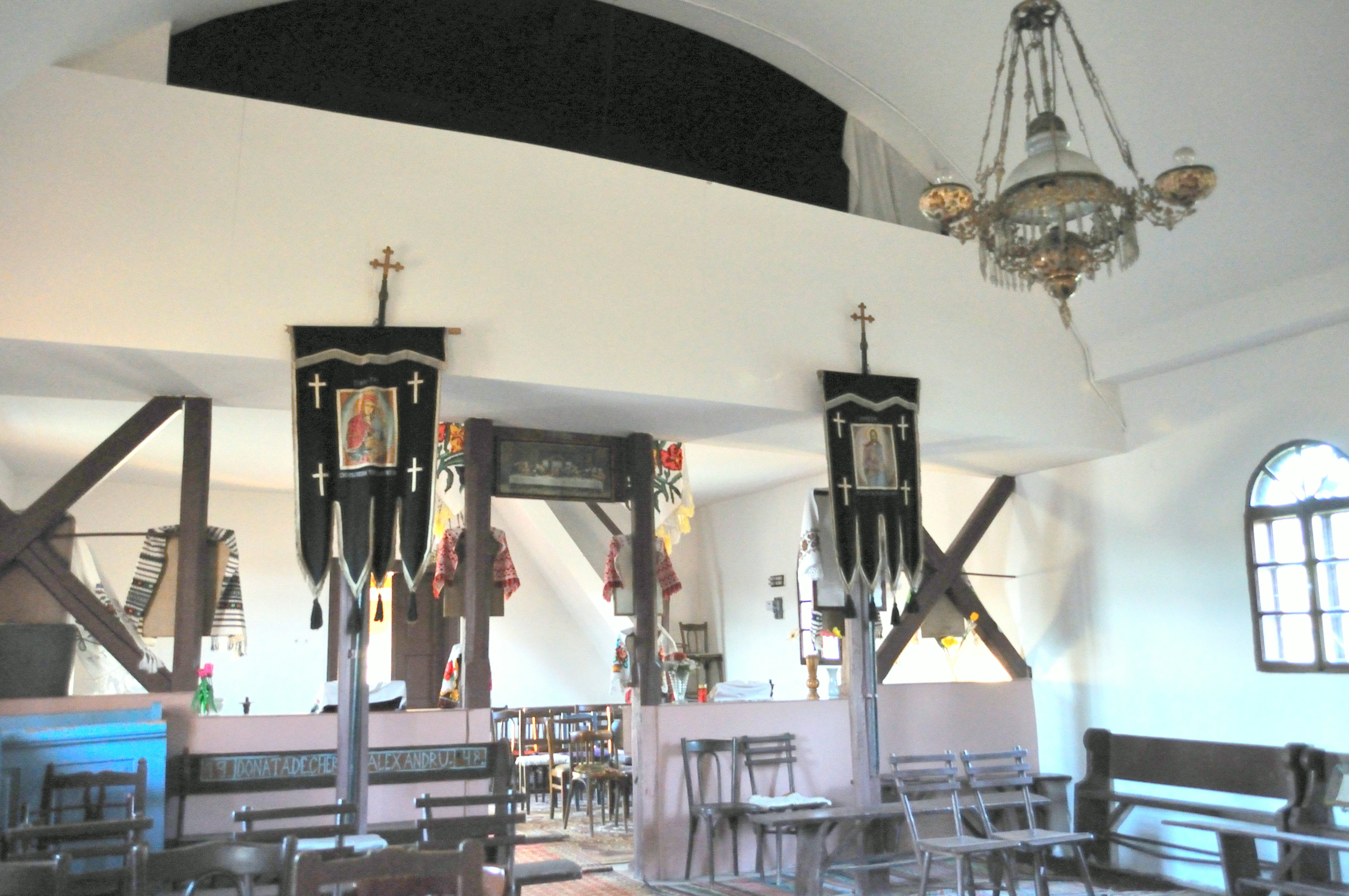
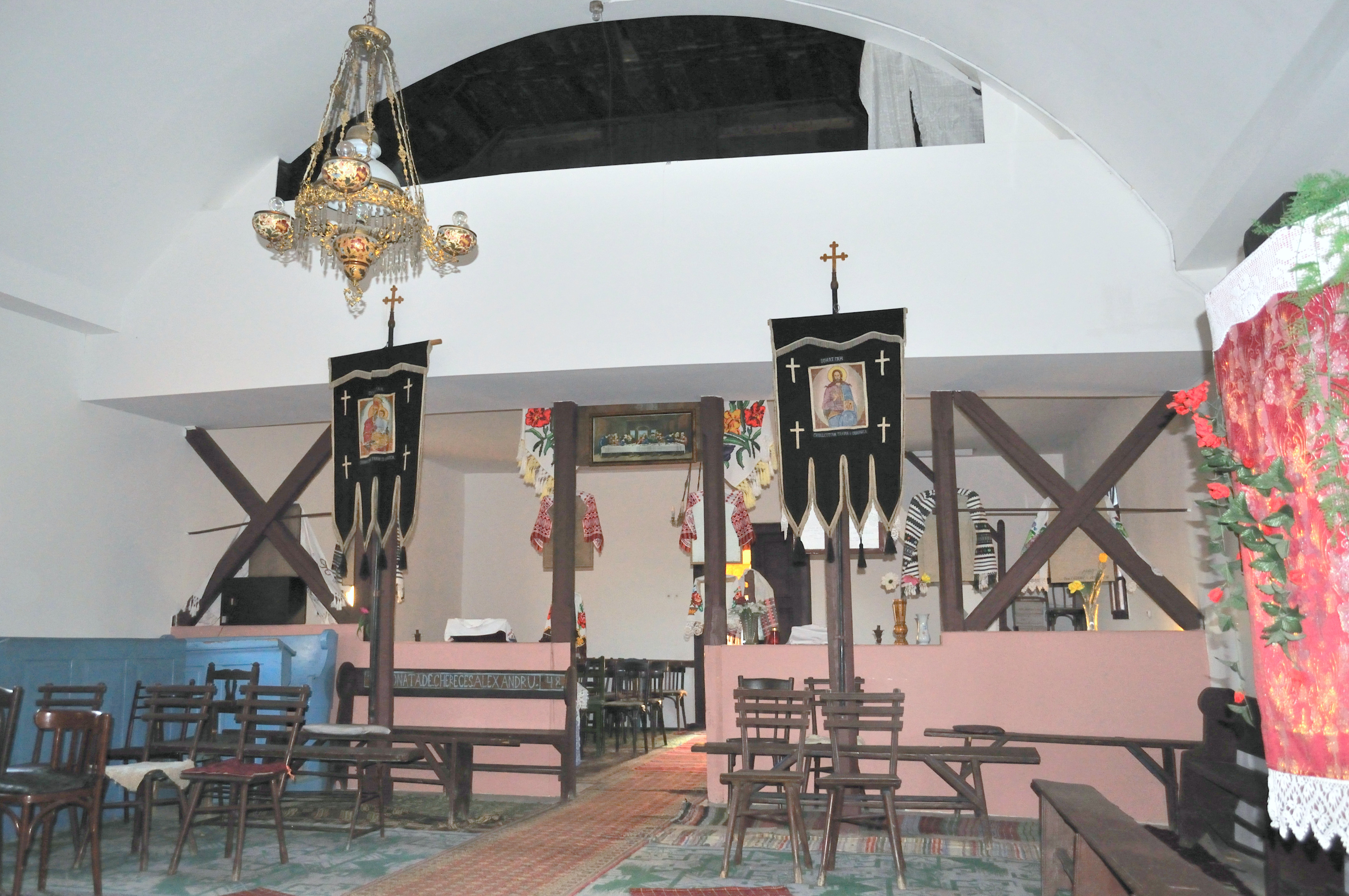
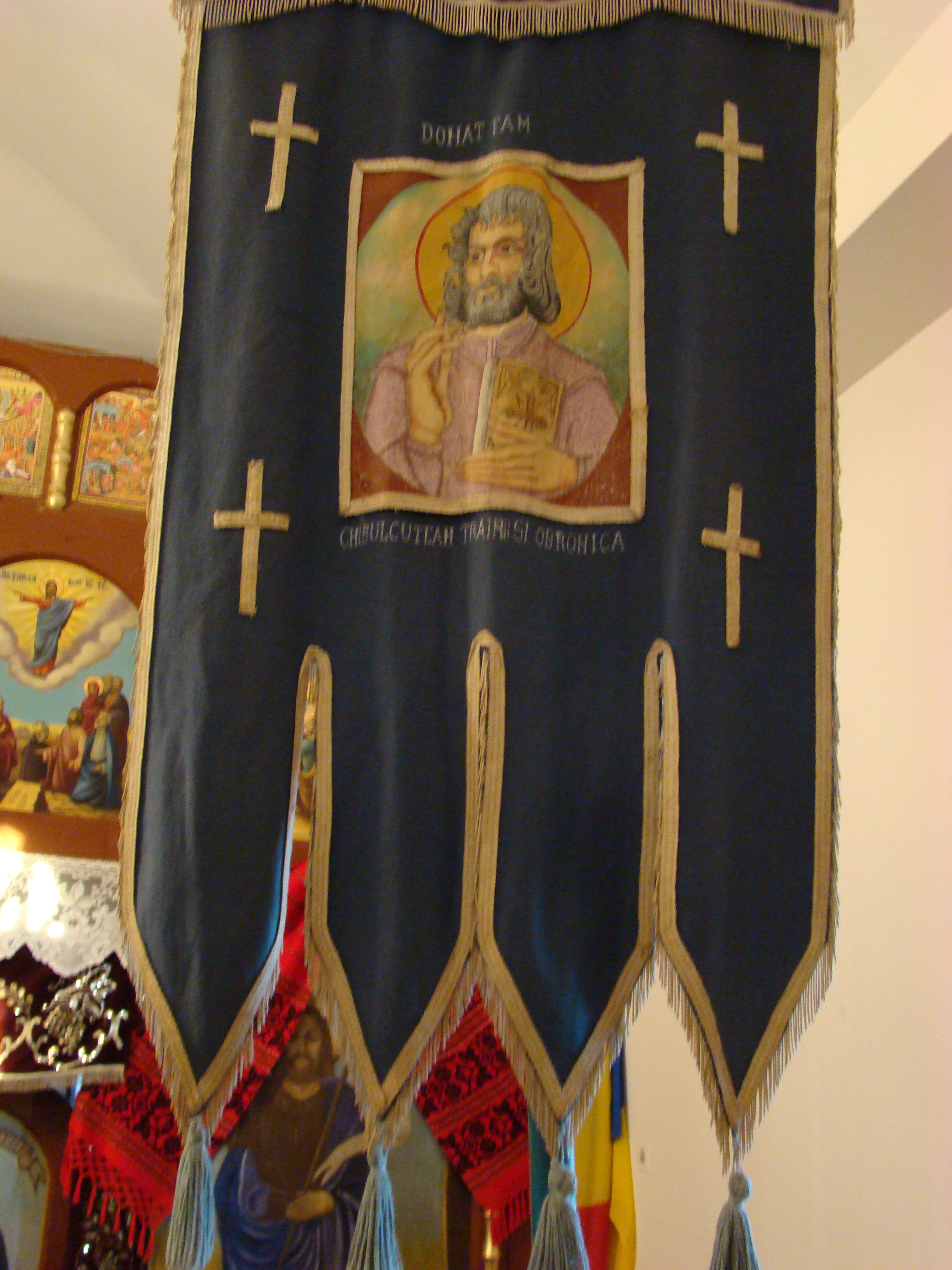
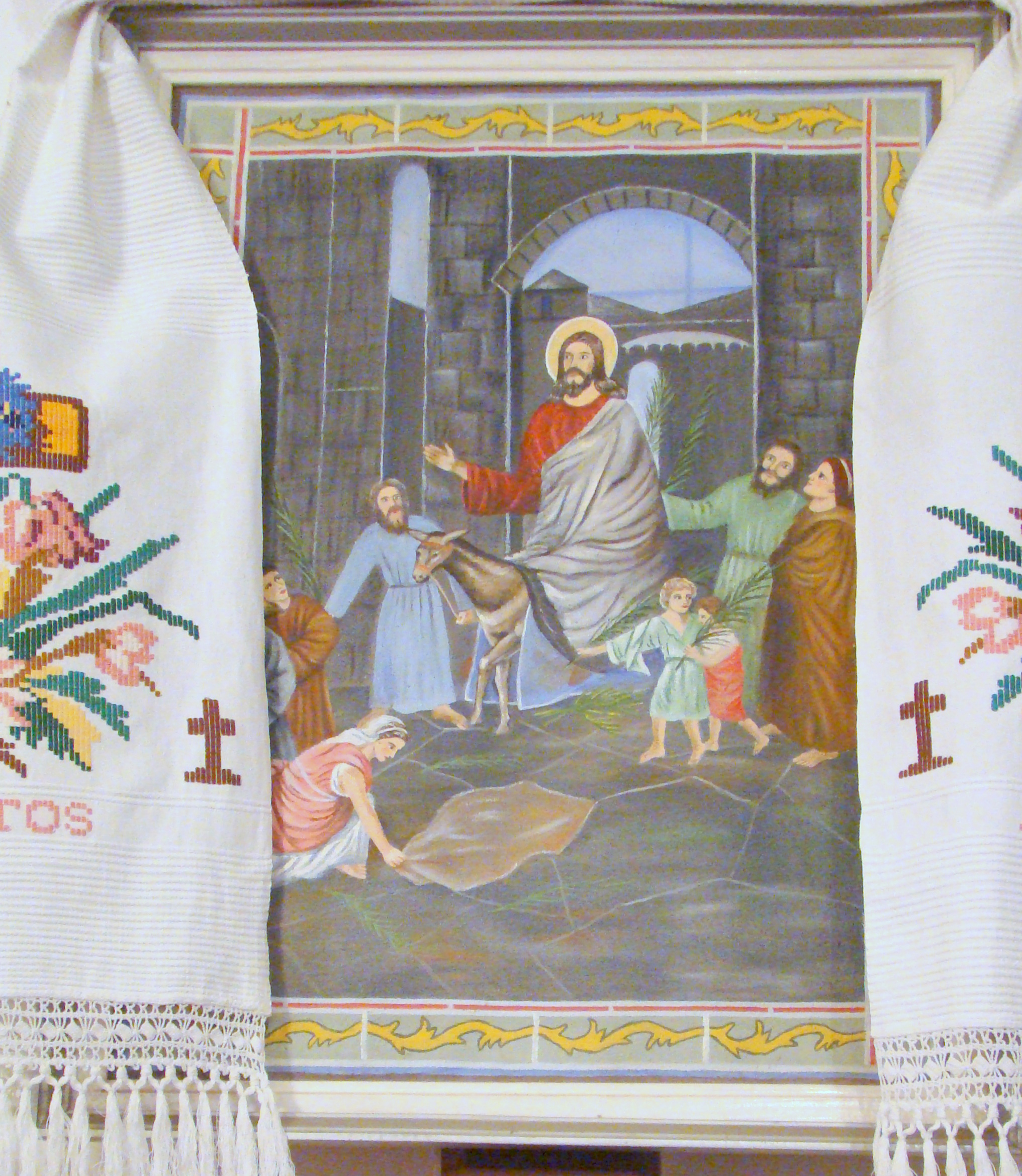
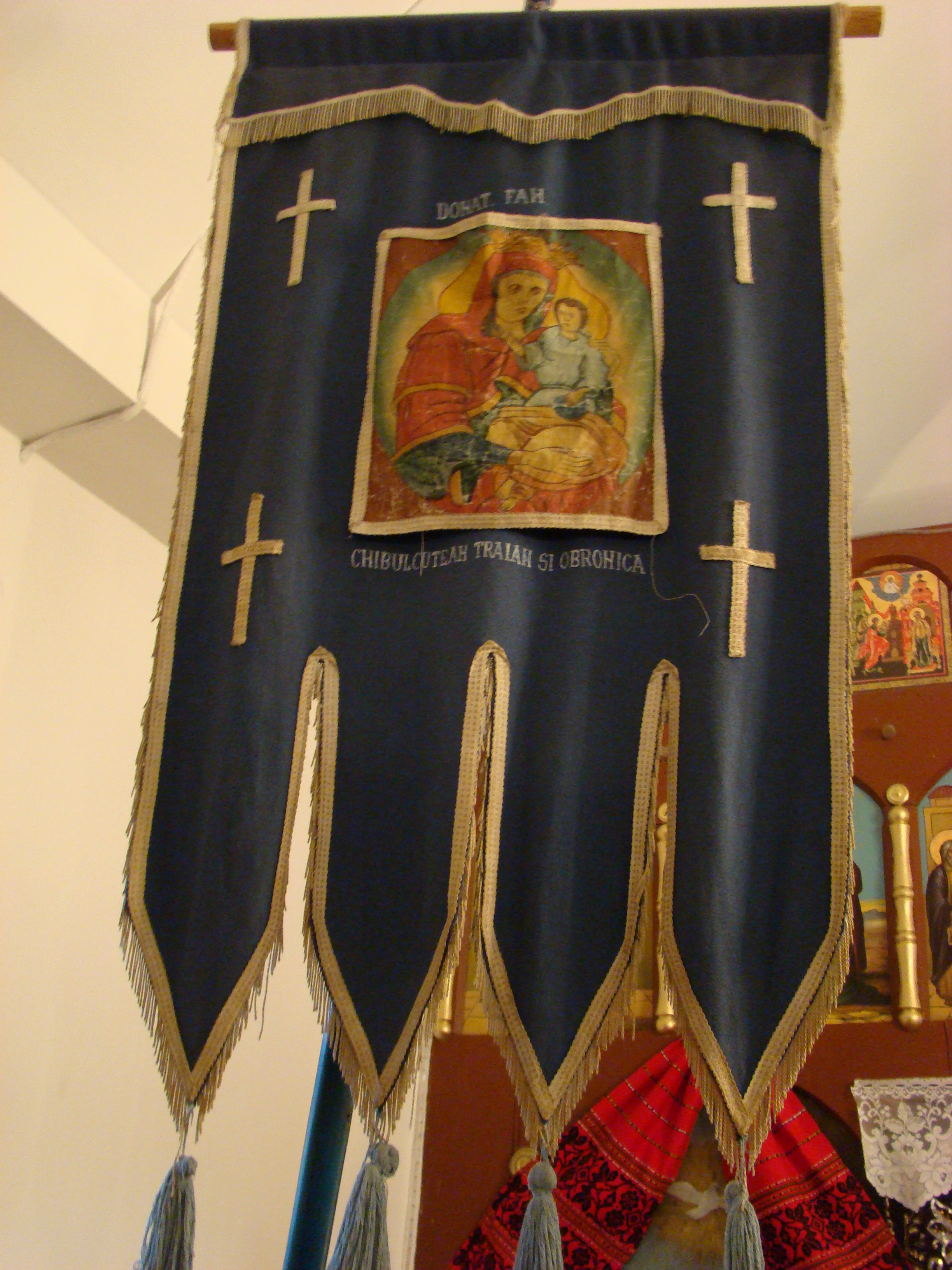
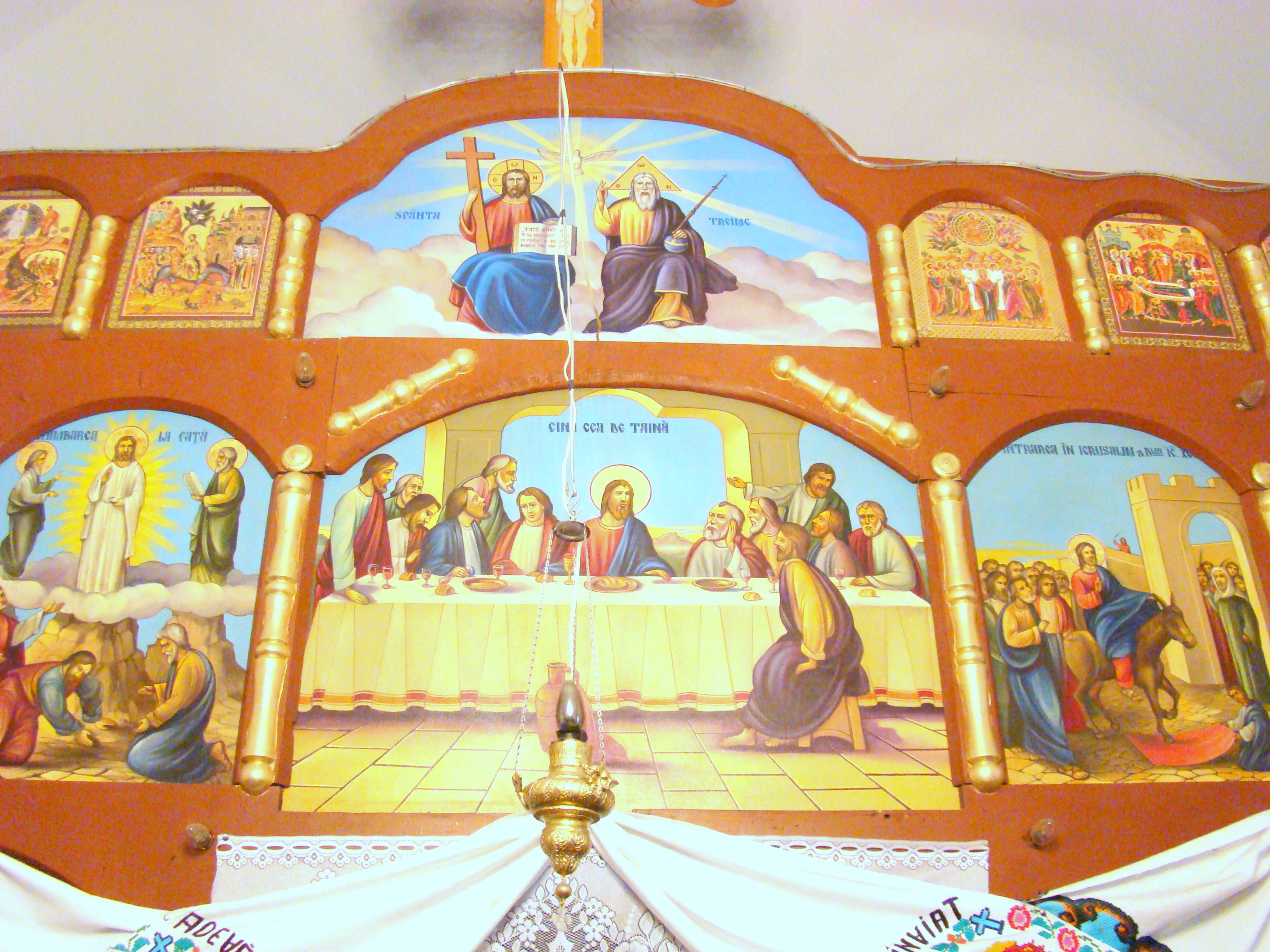